# Emblematischer Gemäldezyklus

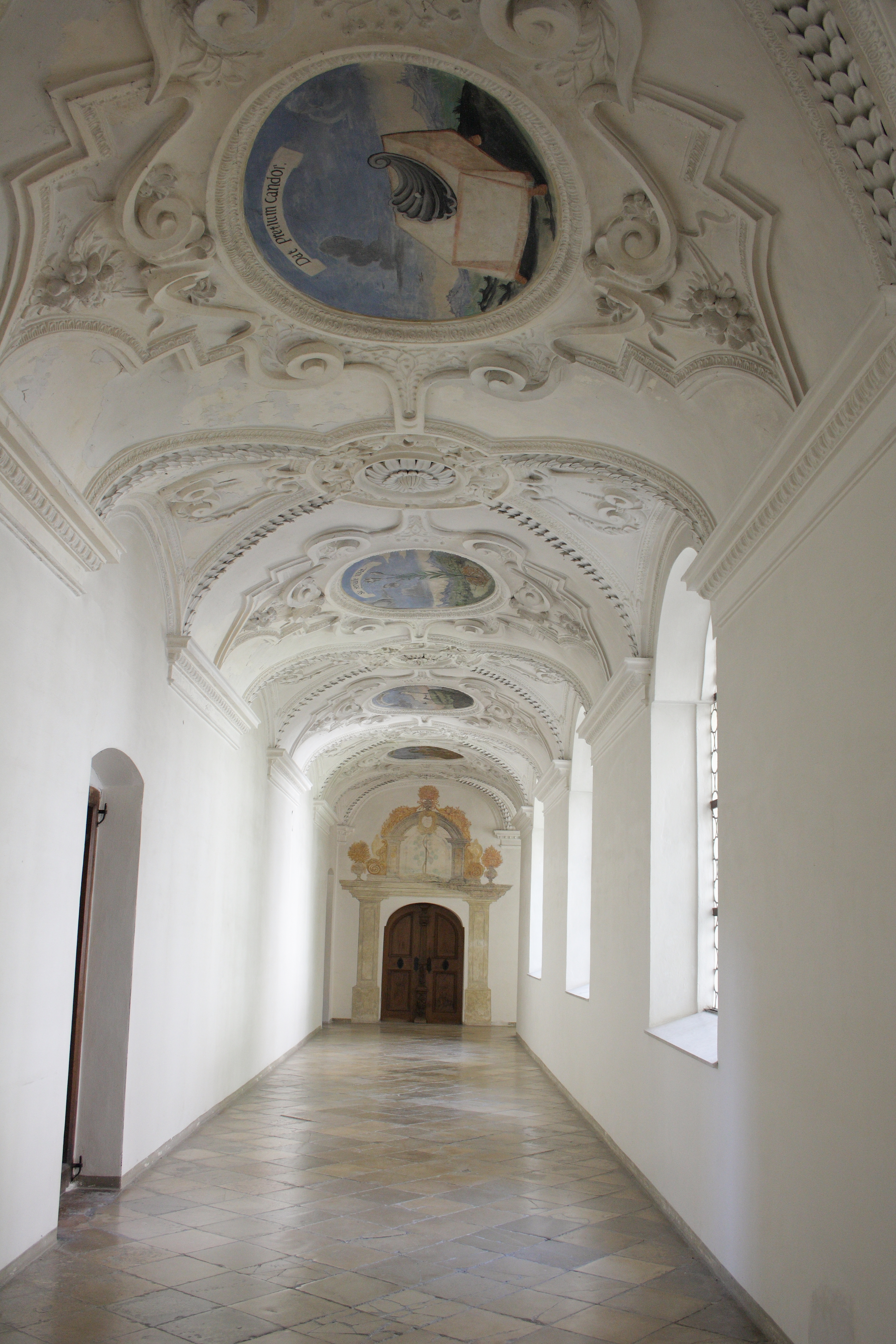
Emblematische Darstellungen im Kreuzgang des Klosters Wettenhausen

Der Emblematische Gemäldezyklus im Kreuzgang des ehemaligen Augustiner-Chorherrenstiftes Wettenhausen, das zur Gemeinde Kammeltal im bayerischen Landkreis Günzburg (Schwaben) gehört, wurde gegen Ende des 17. Jahrhunderts von einem unbekannten Künstler geschaffen. Der Zyklus besteht aus 24 Bildern, die in ovalen, von Stuck gerahmten Feldern im Scheitel der tonnengewölbten Decken der Kreuzgangflügel und des Verbindungsganges zwischen Kirche und Kreuzgang angebracht sind.

## Geschichte
Der Kreuzgang des Klosters Wettenhausen, der noch aus dem 12. Jahrhundert stammt – wie eine wieder freigelegte romanische Zwillingsarkade belegt – erhielt seinen heutigen Dekor um 1680. Nach den Zerstörungen des Dreißigjährigen Krieges wurden die zu Beginn des 17. Jahrhunderts begonnenen Umbauten und Erweiterungen der seit 1566 reichsunmittelbaren Abtei fortgeführt. Reichsprälat Dionysius von Rehlingen, unter dessen Leitung auch der Neubau der Klosterkirche in Angriff genommen wurde, beauftragte für deren Ausschmückung Wessobrunner Stuckateure, denen auch die Neugestaltung der Kreuzgangflügel zugeschrieben wird. Namentlich genannt werden Christoph Gigl und Georg Vogel.

## Bildprogramm

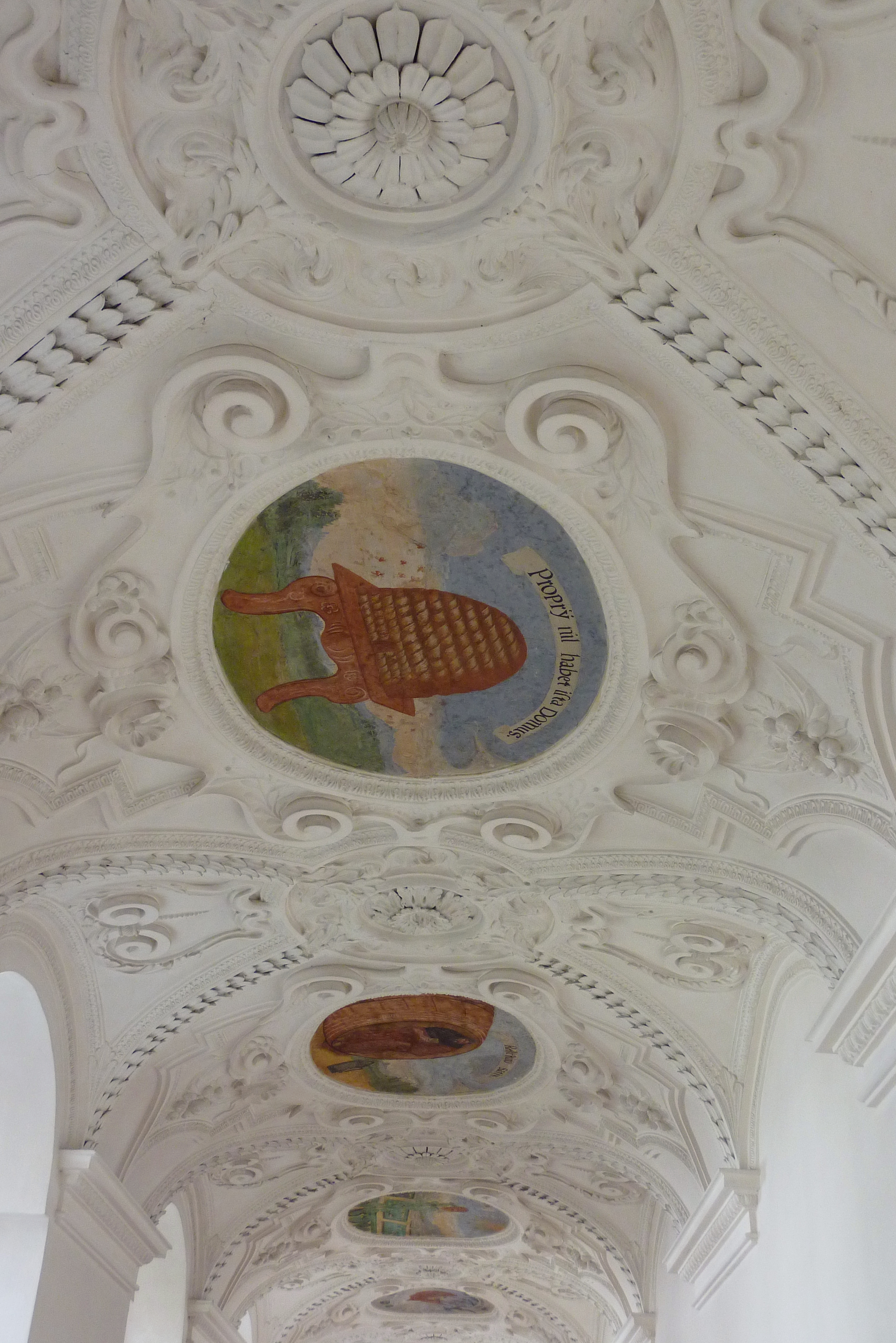
Die Embleme, eingebettet in Stuckverzierungen

Die Bilder sind in der Technik der Seccomalerei ausgeführt, bei der die Farben auf den trockenen Putz aufgetragen werden. Alle Darstellungen sind mit lateinischen Inschriften versehen, die in Schriftbändern meist am oberen Bildrand eingefügt sind. Auftraggeber der Sinnbilder ist der Wettenhausener Propst Dionysius von Rehlingen. Neben ihm war sicherlich Augustinus Erath, der als Chorherr in Wettenhausen lebte, wesentlich an der Ausarbeitung des Bildprogrammes beteiligt. Augustinus Erath hatte die 1653 in Mailand erschienene Emblemsammlung Il mondo simbolico des italienischen Chorherren Filippo Picinelli ins Lateinische übersetzt und um weitere Beispiele aus dem Wettenhausener Zyklus erweitert. Daraus entstand der Mundus symbolicus, die bedeutendste Sinnbildsammlung des 17. Jahrhunderts, deren erste Ausgabe 1681 in Köln veröffentlicht wurde und der noch weitere elf Auflagen folgten.
Die Embleme zeigen wichtige Grundzüge des klösterlichen Lebens der Augustiner-Chorherren auf. Die Bildmotive sind nicht nur dem Alten und Neuen Testament entnommen, sondern sind auch in den Bereichen Mythologie und Astronomie, Seefahrt und Mechanik, Tier- und Pflanzenwelt angesiedelt. Die Inschriften erklären nicht die Bilder, sondern unterstützen den Betrachter darin, den geistlichen Sinn der Darstellungen aufzuspüren. Diesem Zweck dienen nicht nur Bibelverse, sondern beispielsweise auch Zitate von Cicero und Vergil, Bernhard von Clairvaux oder Torquato Tasso. Erwähnenswert ist, dass es eindeutige Erklärungen der Sinnbilder nicht gibt. Jeder Betrachter muss seinen eigenen Zugang zu jedem Sinnbild finden und der kann sich bei jeder neuen Betrachtung des Emblems verändern. Die nachfolgenden Erklärungen geben also nur eine grobe Richtung vor, Einzelheiten können möglicherweise auch anders interpretiert werden.
Für das Verständnis des Zyklus sind zwei Schriften von Bedeutung: die Augustinerregel und die Constitutiones canonicae, ein Kommentar zu dieser Regel, der von Dionysius von Rehlingen verfasst wurde. Die Konstitutionen beginnen mit Hinweisen zu Chorgebet und Messdienst und geben Anweisungen für den Prälaten und die Klostergemeinschaft. Es folgen Gedanken über Tugenden, zuletzt über die drei evangelischen Räte. Den Abschluss bilden Ratschläge für die Behandlung von Kranken, Sterbenden und Toten.
Von den 24 Emblemen befinden sich drei im Verbindungsgang zwischen Kirche und Kreuzgang, je sechs im nördlichen und südlichen Kreuzgangflügel, je vier im westlichen und östlichen Flügel und das Letzte am Aufgang vom Kreuzgang zum Konventstrakt. Mit dieser räumlichen Verteilung ist auch eine inhaltliche Gliederung verbunden. Während im Nordflügel Grundsätze klösterlichen Lebens thematisiert werden, weisen die Sinnbilder in den drei anderen Flügeln auf je eines der drei Ordensgelübde Armut, Keuschheit und Gehorsam hin.
Anders als beispielsweise im Kreuzgang der Abtei Ottobeuren oder in den Gängen des Klosters Wessobrunn sind die Embleme in Wettenhausen nicht in der Blickrichtung des Ganges angeordnet, sondern quer zu ihr, so dass das einzelne Bild jeweils in Richtung Kreuzganggarten zu betrachten ist.

### Verbindungsgang zwischen Kirche und Kreuzgang
Die beiden ersten Sinnbilder thematisieren einen wichtigen Teil des klösterlichen Lebens, den Altardienst.
- Probet autem se ipsum homo (Es prüfe aber der Mensch sich selbst) (1 Kor 11,28)

Der Text stammt aus dem Neuen Testament, das Bild aber bezieht sich auf das Alte Testament und zeigt einen Priester, der seine Hände in das Wasser hält, das aus dem ehernen Meer strömt, um sich zu reinigen (2 Chr 4,1–6).
- Procul hinc procul este profani (Bleibt fern, Unheilige, fliehet) (Aeneis VI, 258)

Diese Worte sind der Aeneis des Vergil entnommen. Die Sibylle von Cumae richtete sie an Aeneas und verbot damit „Ungeweihten“ das Betreten der Unterwelt. Das Bild thematisiert die Grenze zwischen der Welt der Lebenden und der Toten, zeigt das Mysterium tremendum, das Erschauern vor der Gegenwart des Heiligen auf. Auf dem Bild wird die Bundeslade auf einem Wagen von zwei Rindern nach Jerusalem gezogen. Neben dem Wagen liegt der sterbende Usa, der von Gott erschlagen wurde, weil er es gewagt hatte, die Bundeslade zu berühren (2 Sam 6,6–7).
- In Deo meo (In meinem Gott) (Ps 18,30)

Mit meinem Gott überspringe ich Mauern heißt es im Psalm 18,30. In Deo meo ist auch der Wahlspruch des Prälaten Dionysius von Rehlingen. Auf dem Bild ist eine Pyramide dargestellt, deren Spitze in den Wolken verschwunden ist. Die Vorderseite der Pyramide trägt das Wappen des Prälaten.

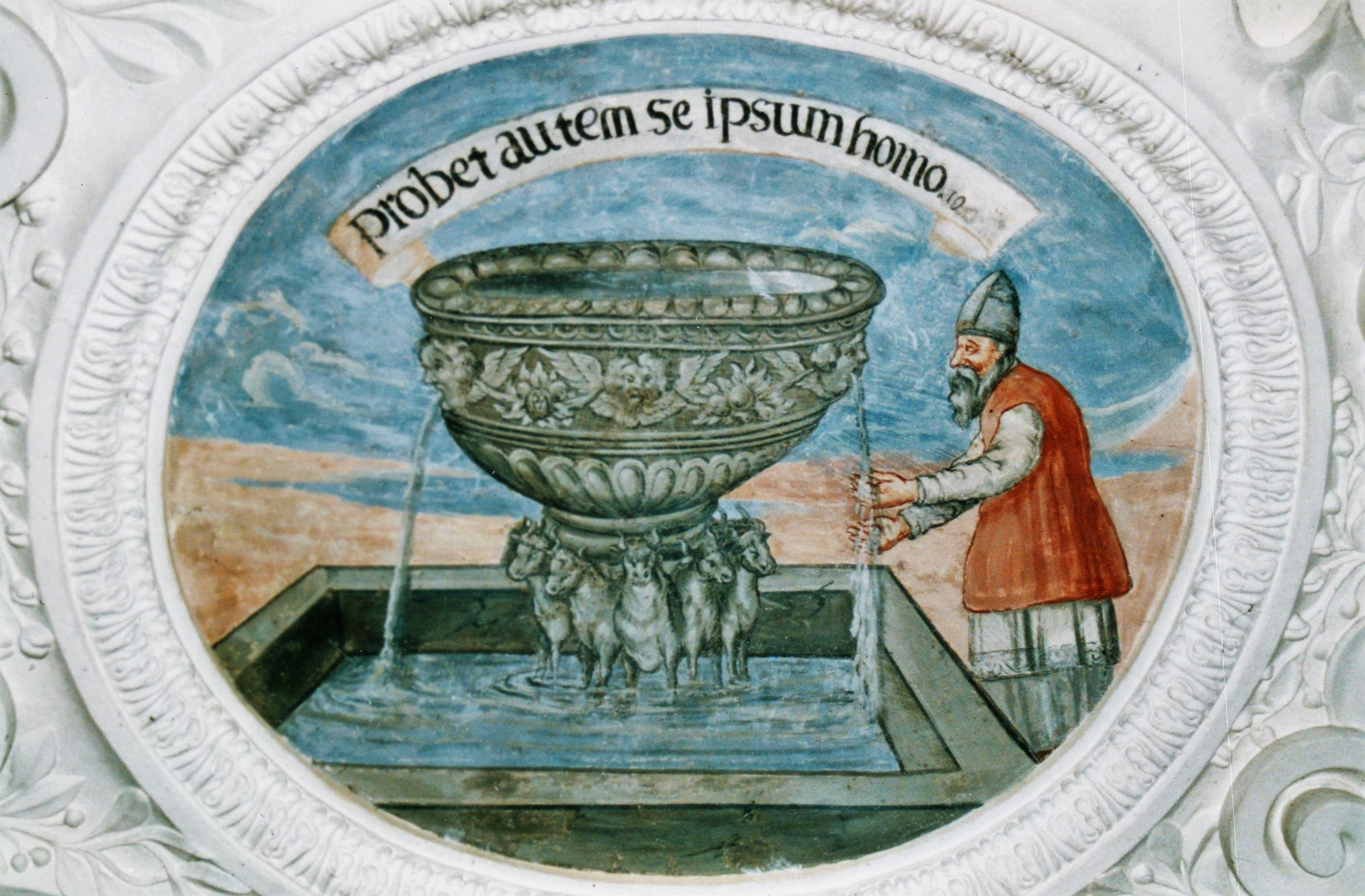
Probet autem se ipsum homo (Es prüfe aber der Mensch sich selbst)
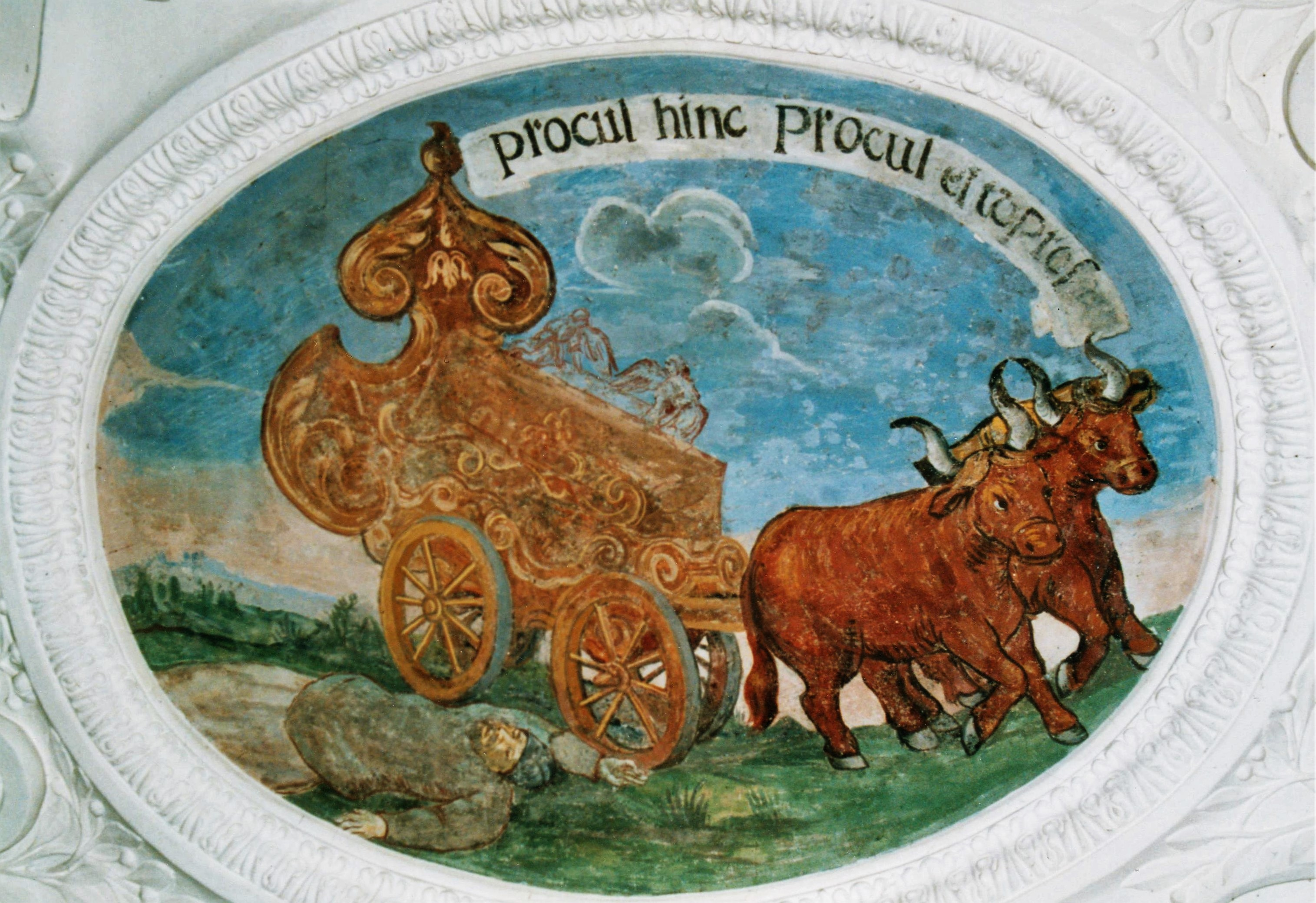
Procul hinc procul este profani (Bleibt fern, Unheilige, fliehet)
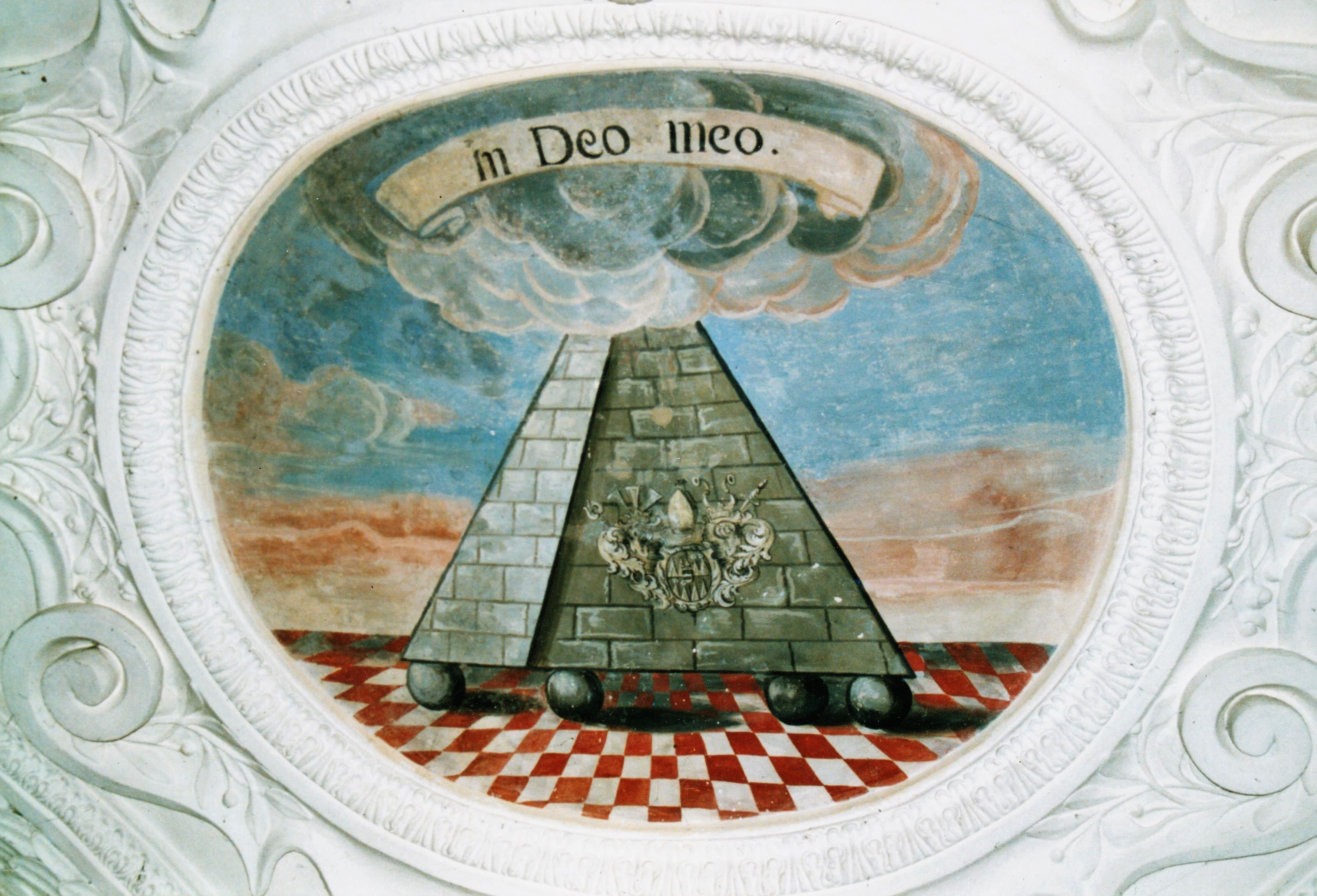
In Deo meo (In meinem Gott)

### Nördlicher Kreuzgangflügel
- Humiliora minus (Die Niederungen werden weniger getroffen)

Auf einer Bergspitze schlagen Blitze ein. Wer hoch oben steht, ist der Gefahr, dem Hochmut zu verfallen, stärker ausgesetzt. Wer weiter unten steht, kann leichter Demut üben. Dass auf die Tugend der Demut (humilitas) in diesem Flügel gleich zu Anfang hingewiesen wird, passt gut zu den Constitutiones, in denen Dionysius von Rehlingen schreibt, dass die Demut das starke Fundament für alle anderen Tugenden sei.
- Iugum meum suave et onus leve (Mein Joch drückt mich nicht und meine Last ist leicht) (Mt 11,30)

Ein hoch fliegender Adler hat um seinen Hals eine goldene Kette hängen. Das Bild ist als Ermunterung an die Chorherren zu sehen, die Anforderungen an ihr klösterliches Leben als leicht zu verstehen und als Gewinn zu werten.
- Meliora latent (Das Bessere ist verborgen)

Auf einem Teller liegt ein Granatapfel. Unter seiner bitteren Schale verbergen sich viele süße Kerne. Mit diesem Emblem werden die Mönche zu Bescheidenheit und Selbstbeherrschung aufgefordert.

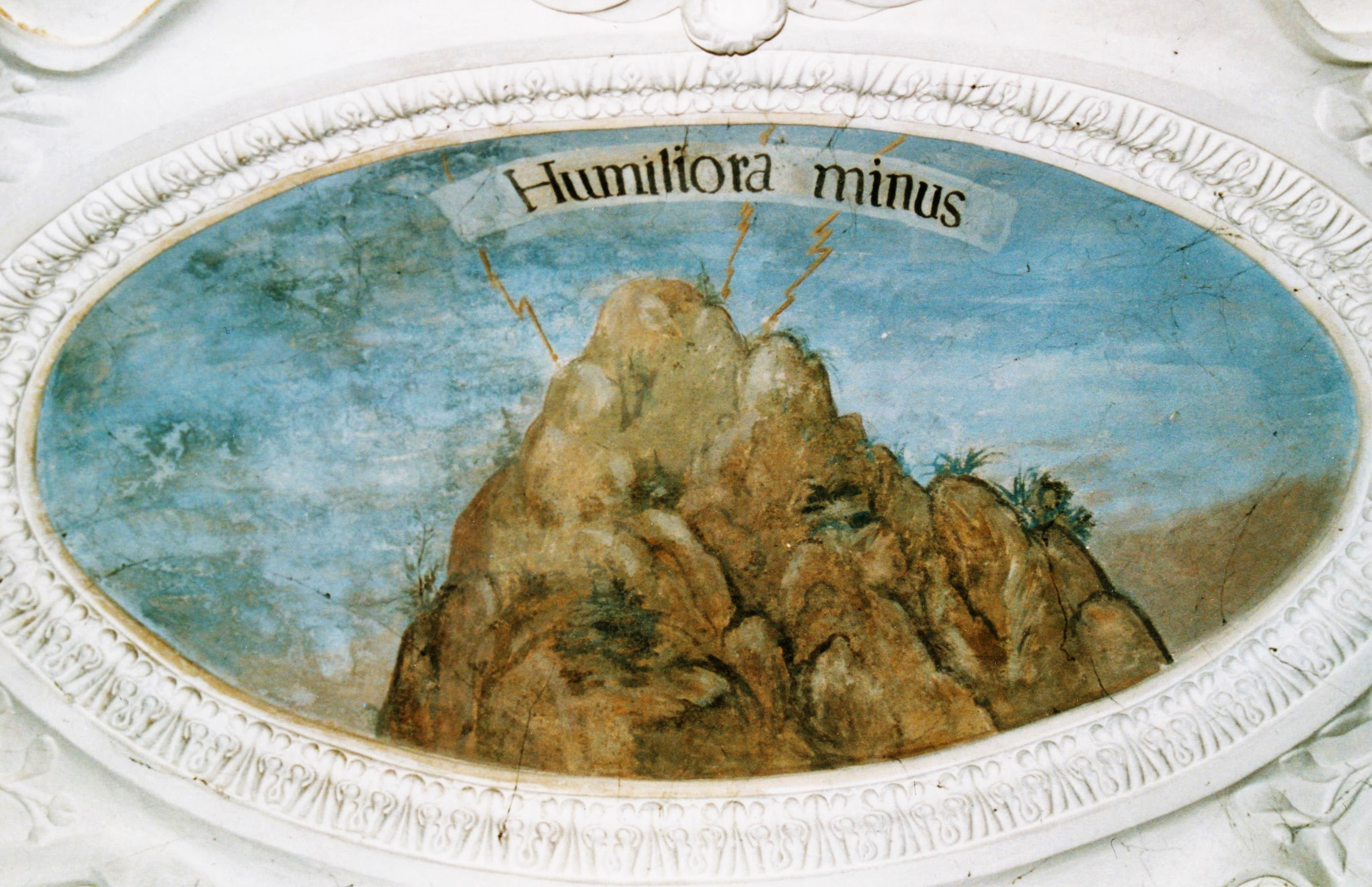
Humiliora minus (Die Niederungen werden weniger getroffen)
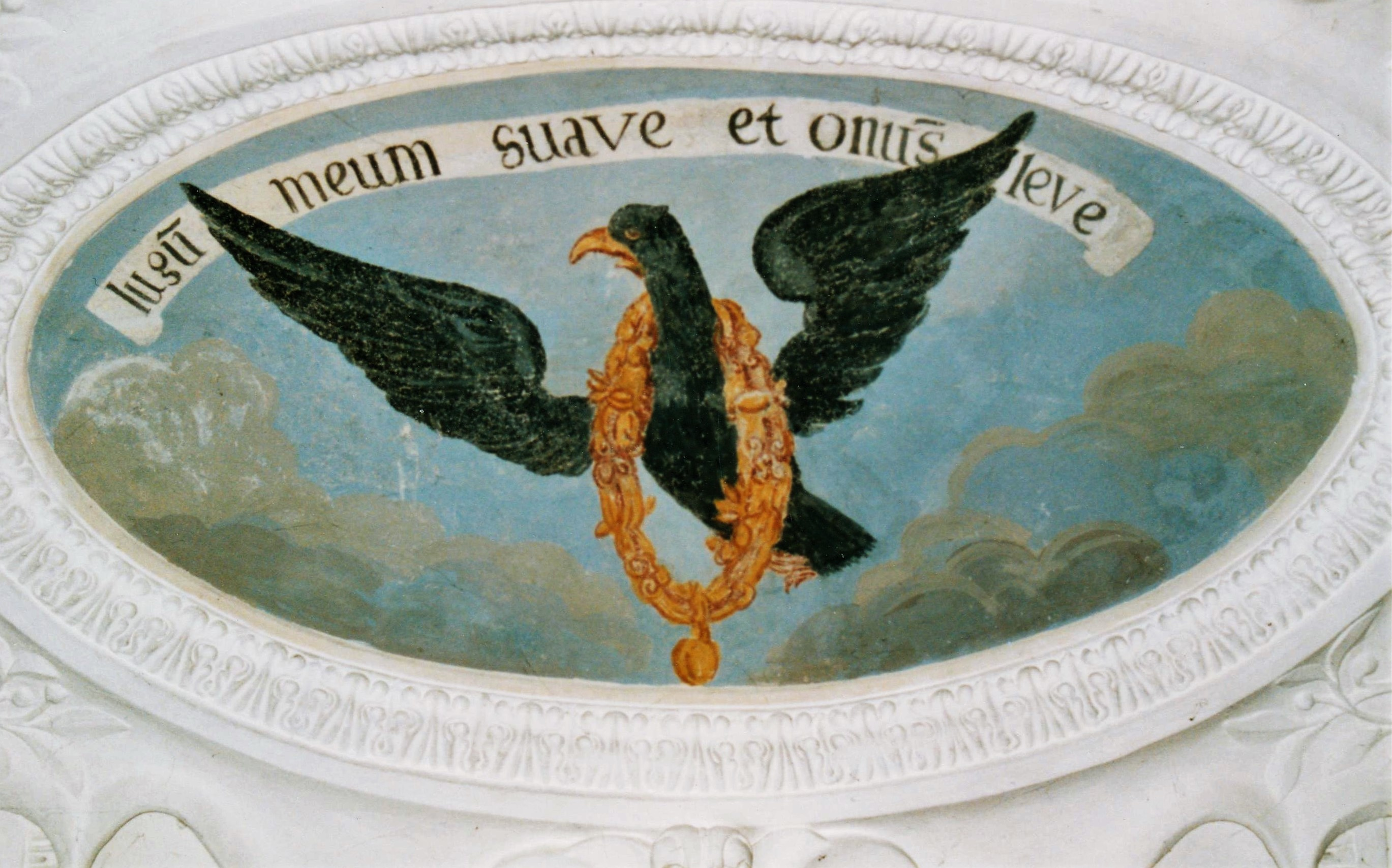
Iugum meum suave et onus leve (Mein Joch drückt mich nicht und meine Last ist leicht)
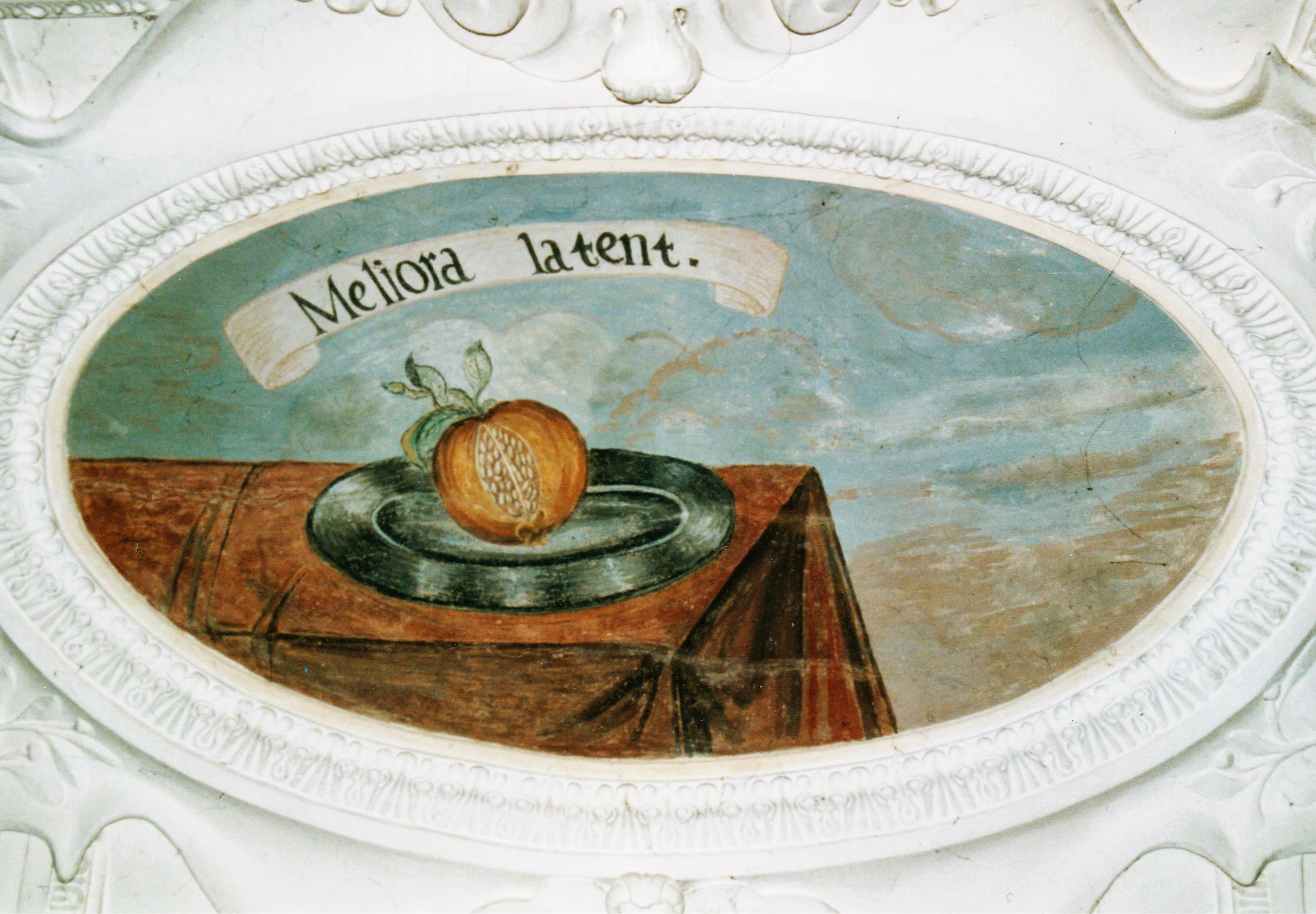
Meliora latent (Das Bessere ist verborgen)

- Nil Sine Te (Nichts ohne Dich)

Die Sonne scheint auf eine Sonnenuhr. Nur wenn die Sonne scheint, kann man auf der Uhr die Zeit erkennen. Ebenso ist der Mensch von Gott abhängig. Die Inschrift steht auf dem Kopf. Während man also das Bild in Richtung Kreuzganggarten anschauen kann, ist die Inschrift vom Garten her lesbar. Nil Sine Te ist – leicht abgewandelt – einer Predigt des heiligen Bernhard von Clairvaux entnommen.
- In captivitate liber (In Gefangenschaft frei)

Eine Hand hält locker eine Schnur, an die ein Vogel gebunden ist. Es ist ein Sinnbild für das Klosterleben, das nicht Gefangenschaft bedeutet, sondern ein Geführtwerden von Gottes Hand in Freiheit.
- Dant vincta decorem (Die Bänder dienen dem Schmuck)

Wie die Bänder, die um einen Lorbeerkranz gewickelt sind und in Schleifen enden, als Schmuck dienen, so zeichnen die Gelübde die Ordensleute aus. Die Inschrift lautet bei Picinelli und auch in anderen Emblembüchern Dant vincla decorem (vincla als Plural von vinclum, das Band). Möglicherweise ist bei einer Restaurierung aus dem „l“ ein „t“ geworden. Dass es mehrere Fehler bei Restaurierungsarbeiten gegeben hat, ist bekannt.

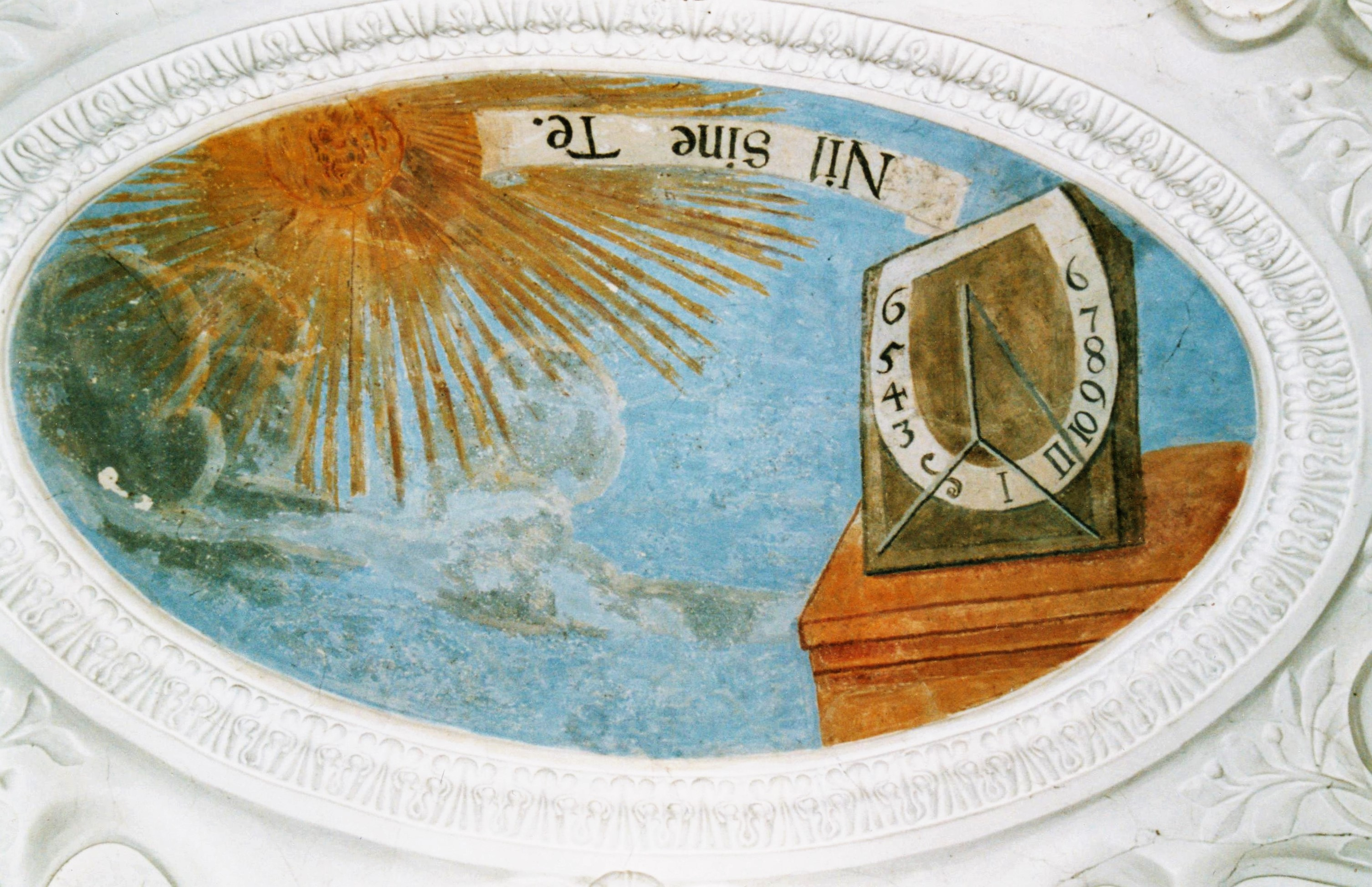
Nil Sine Te (Nichts ohne Dich)
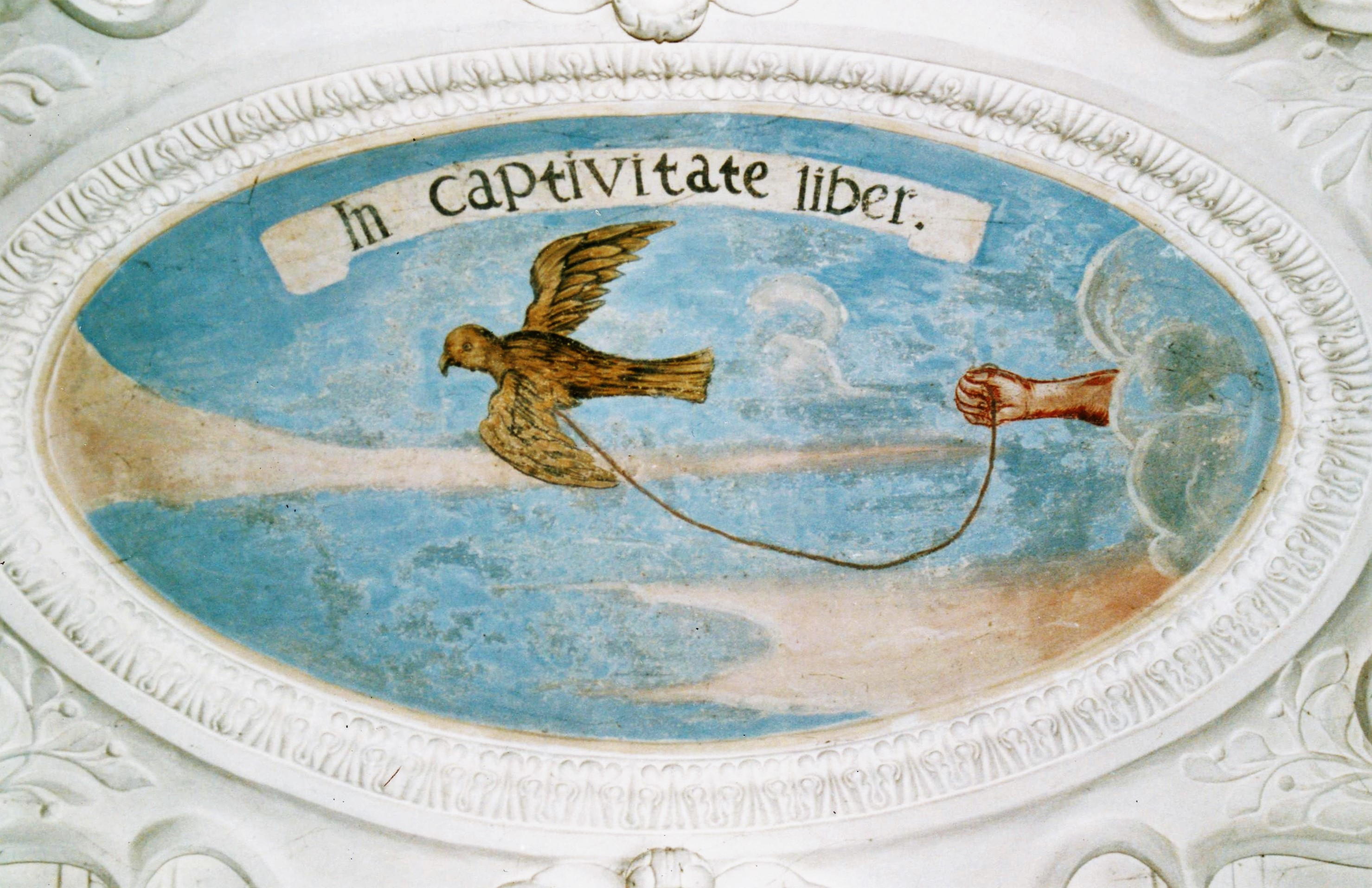
In captivitate liber (In Gefangenschaft frei)
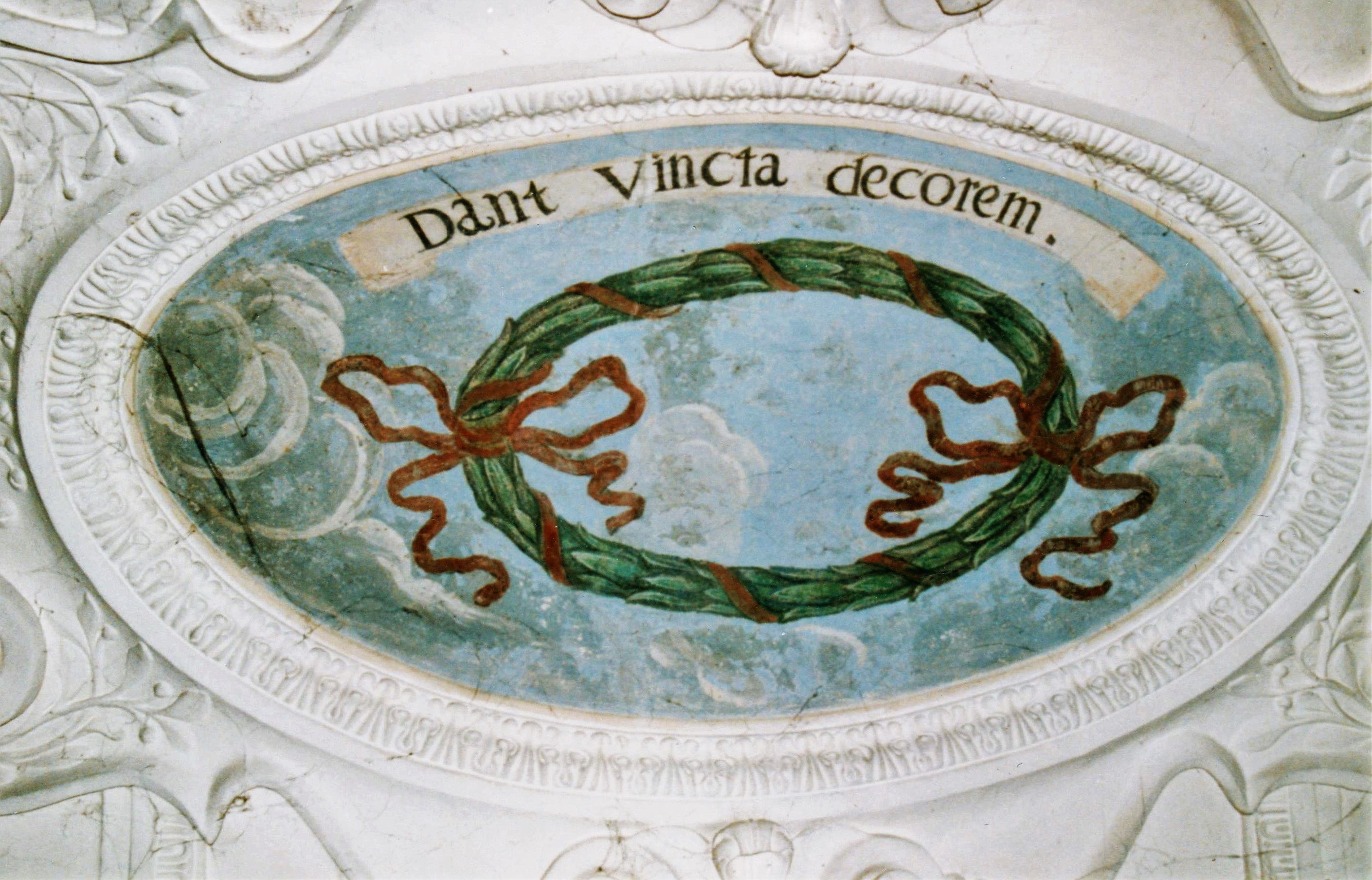
Dant vincta decorem (Die Bänder dienen dem Schmuck)

### Westlicher Kreuzgangflügel
Die Sinnbilder dieses Flügels sind der Keuschheit (castitas) gewidmet.
- Moriar ne moriar (Zum Sterben bereit, um nicht zu sterben)

Ein Steinbock springt von einer Bergspitze in den Tod, um einem Jäger zu entgehen. Das Bild vermittelt eine radikale Absage an ein Verfallensein an diese Welt und führt dem Ordensmann vor Augen, dass es besser ist, den Tod zu erleiden, als das Gelübde zu brechen.
- Potius mori quam foedari (Eher sterben, als entehrt zu werden)

Ein Hermelin steht auf einem Felsblock inmitten von Sumpf und Morast. Hinter der Bildidee steht die damalige naturkundliche Vorstellung, dass dieses Tier lieber sterben würde als sich zu beschmutzen.

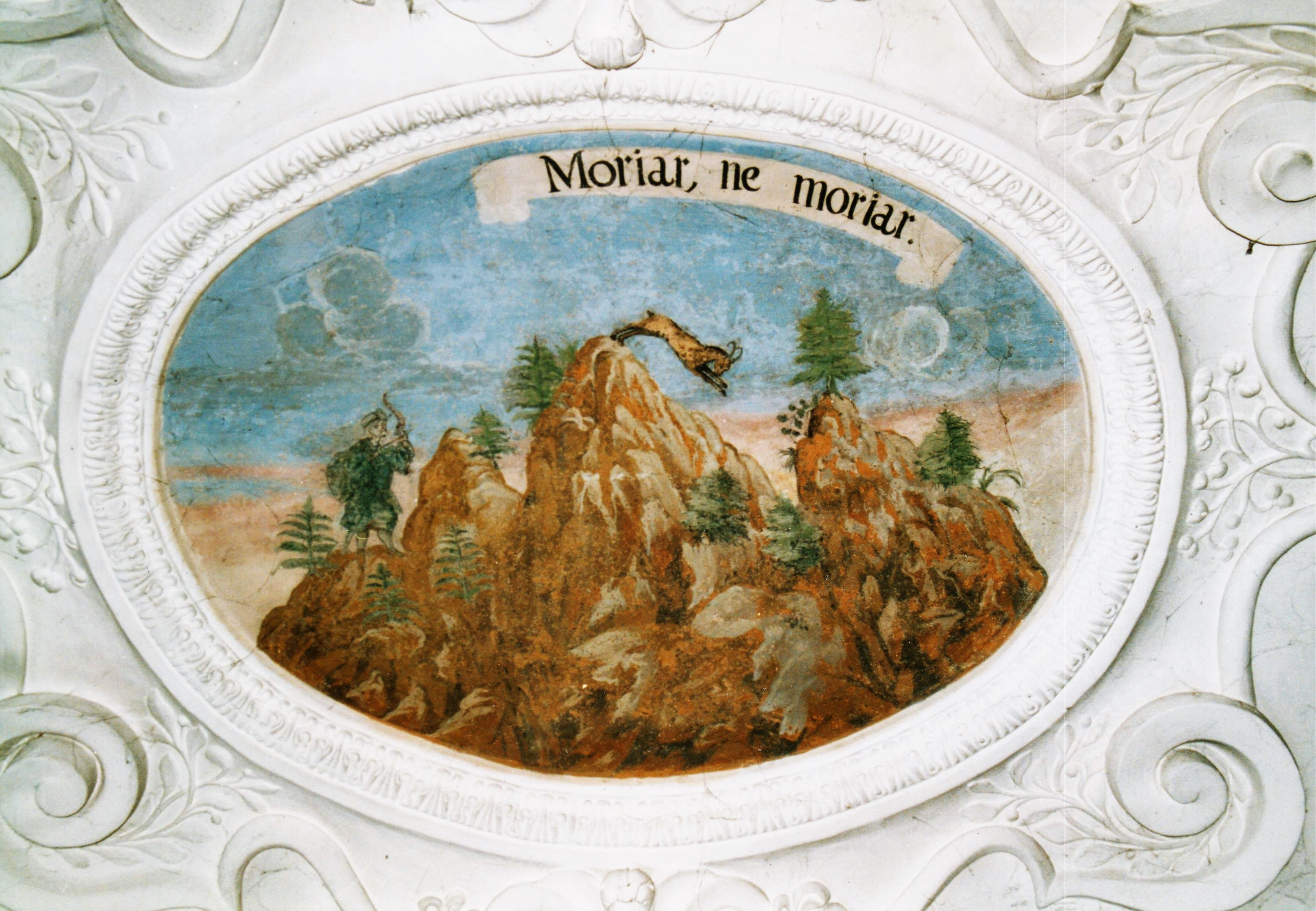
Moriar ne moriar (Zum Sterben bereit, um nicht zu sterben)
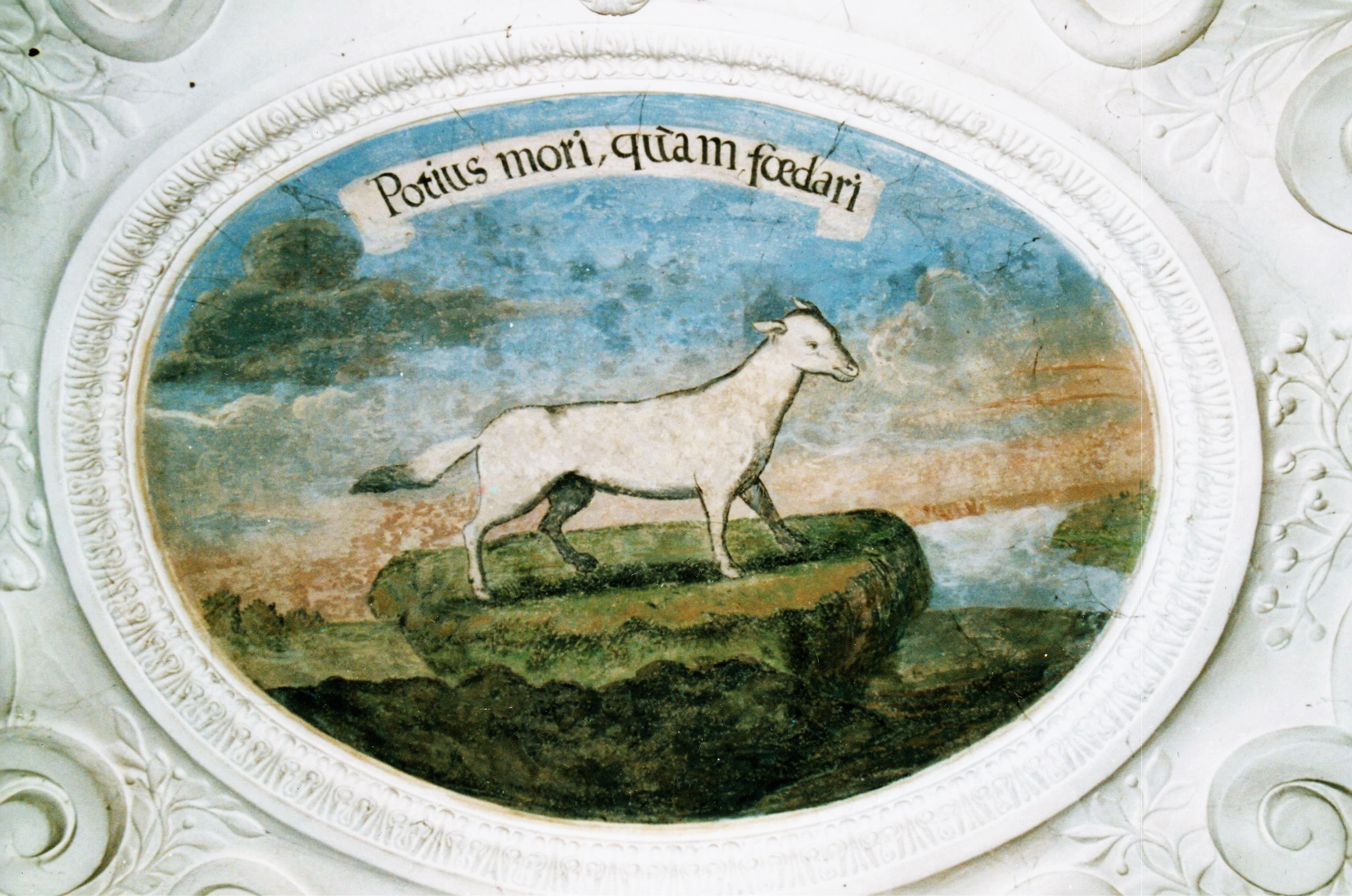
Potius mori quam foedari (Eher sterben, als entehrt zu werden)

- Sic servasse iuvat (Es gefällt, so bewahrt zu sein)

Eine weiße Lilie ist an ihrem Fuß von Dornen umgeben, eine Anspielung auf den hl. Benedikt, der sich in Dornengestrüpp warf, um sich vor Versuchungen zu schützen.
- Dat pretium candor (Der Glanz bestimmt den Wert)

Auf einem Tisch liegt eine Muschelhälfte mit einer Perle als Symbol der Reinheit und der Keuschheit.

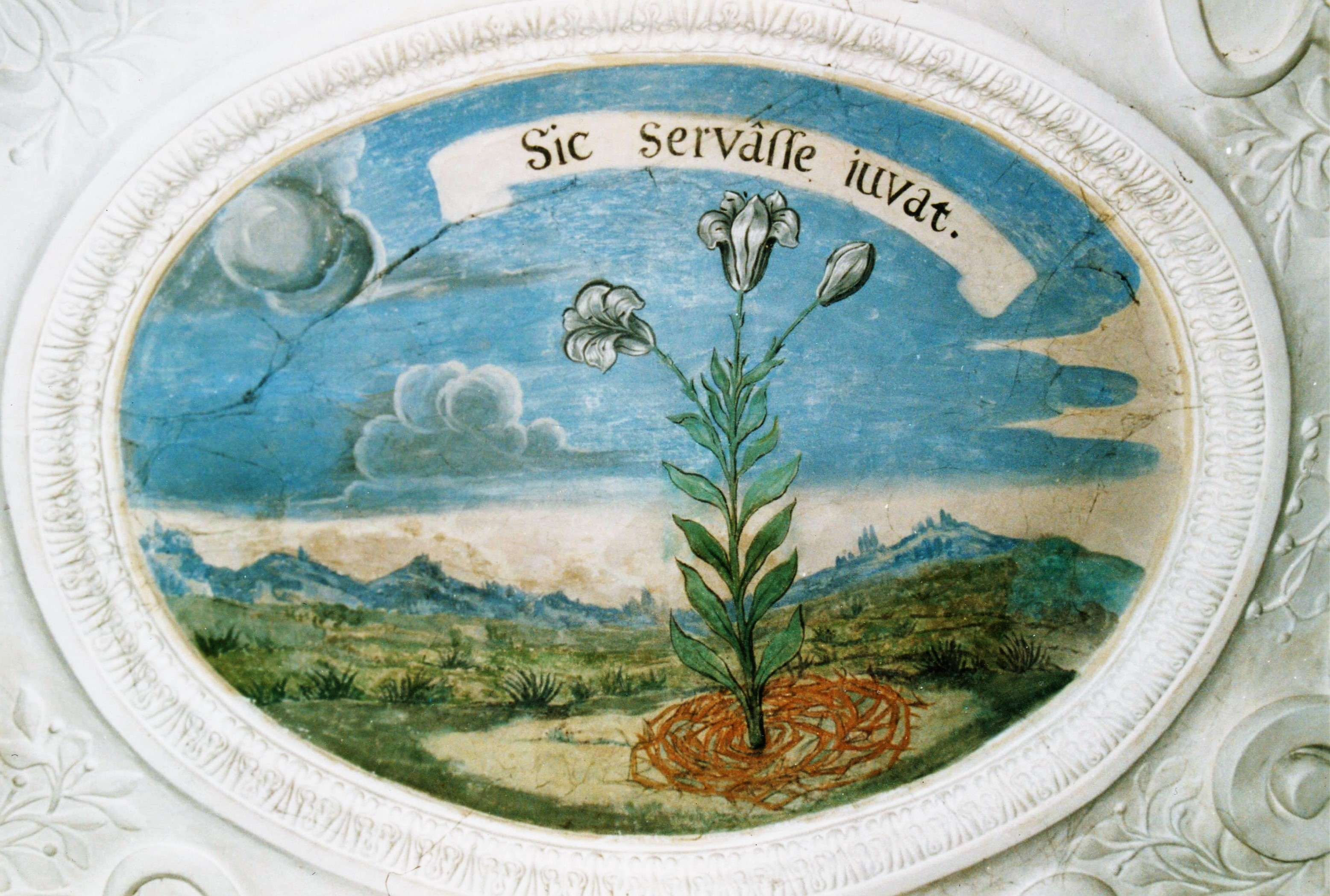
Sic servasse iuvat (Es gefällt, so bewahrt zu sein)
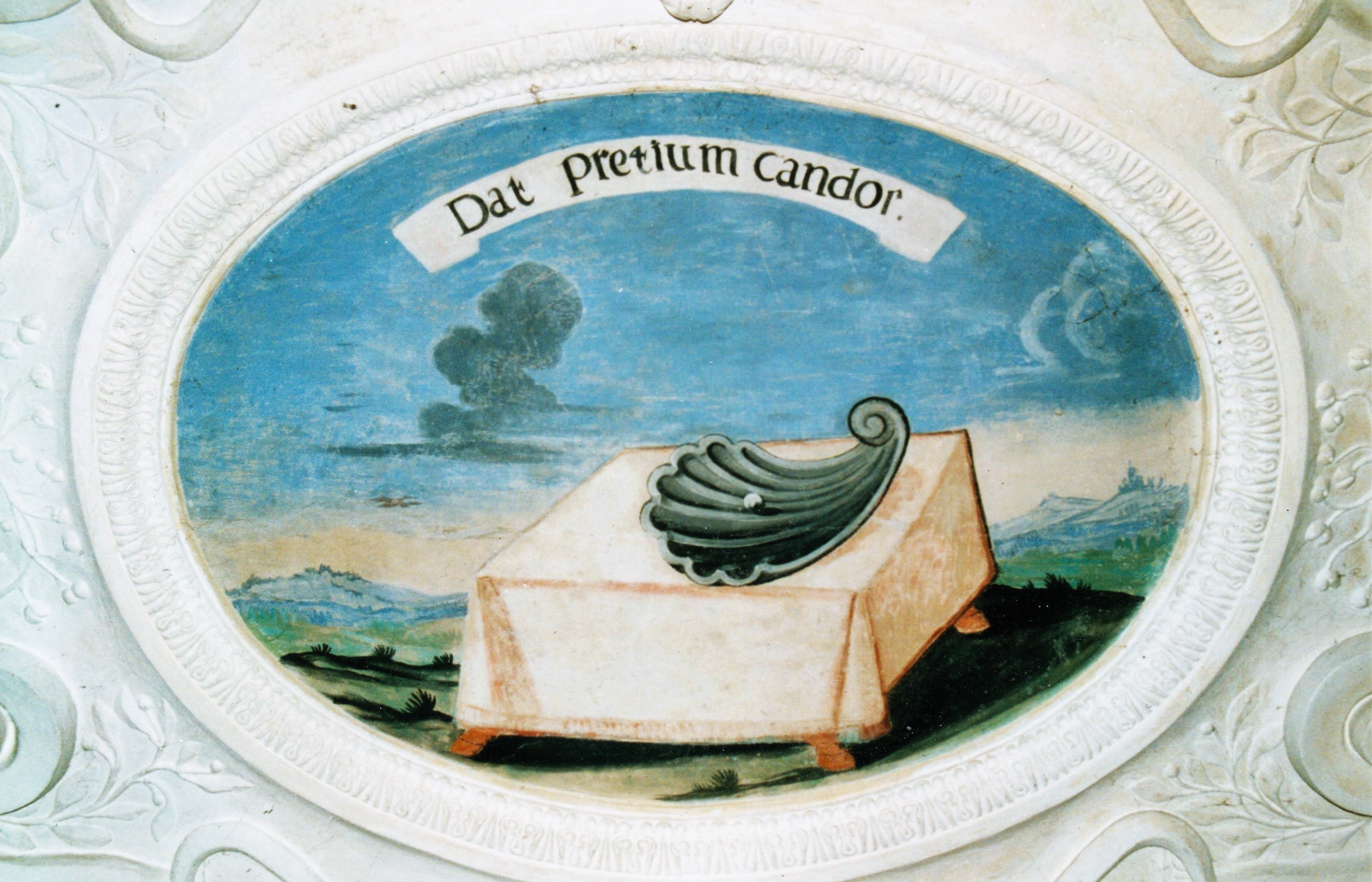
Dat pretium candor (Der Glanz bestimmt den Wert)

### Südlicher Kreuzgangflügel
Nun folgen die Embleme, die auf das Gelübde der Armut (paupertas) hinweisen.
- Sine pondere sursum (Ohne Gewicht aufwärts)

Ein Greifvogel ist im Begriff hochzufliegen und hat eine Kette, mit der er an die Weltkugel gefesselt war, zerbrochen. Ebenso soll sich der Ordensmann von der Welt lösen.
- Propry nil habet ista Domus (Dieses Haus hat kein Privateigentum)

Der Bienenkorb ist ein Sinnbild für die Forderung an die Ordensleute auf Verzicht von Eigentum. Es gilt als Gottesraub, sich von Gemeinschaftseigentum irgendetwas anzueignen. Picinelli verweist auf die Historia naturalis von Plinius dem Älteren, nach der es im Staat der Bienen nur gemeinschaftliches Eigentum gäbe.
- Relicturo satis (Dem, der alles zurücklässt, ist es genug)

Der Philosoph Diogenes wird in seiner Tonne dargestellt. Er gilt als Vorbild für ein bedürfnisloses Leben und sollte die Chorherren in ihrem Armutsgelübde bestärken.

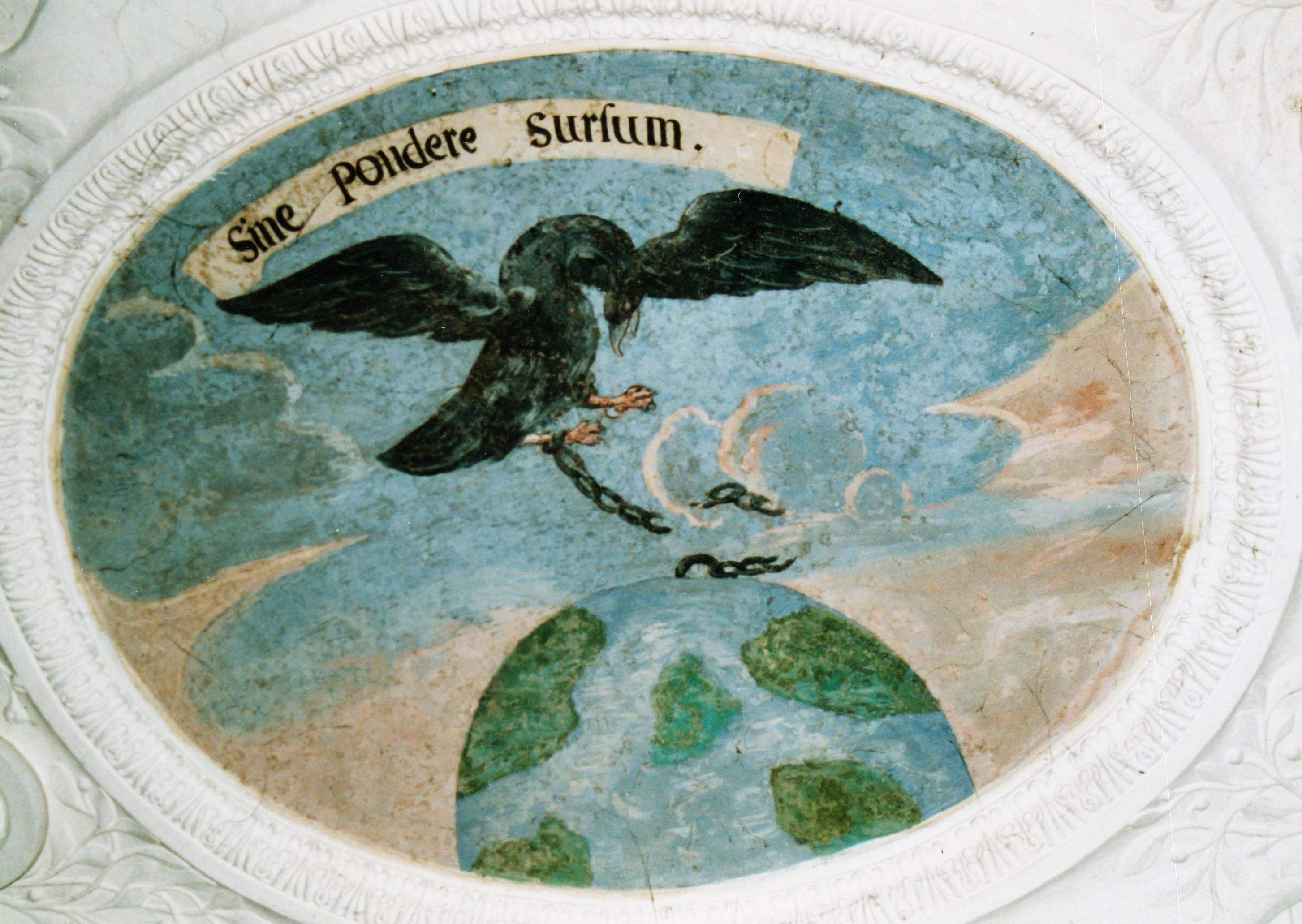
Sine pondere sursum (Ohne Gewicht aufwärts)
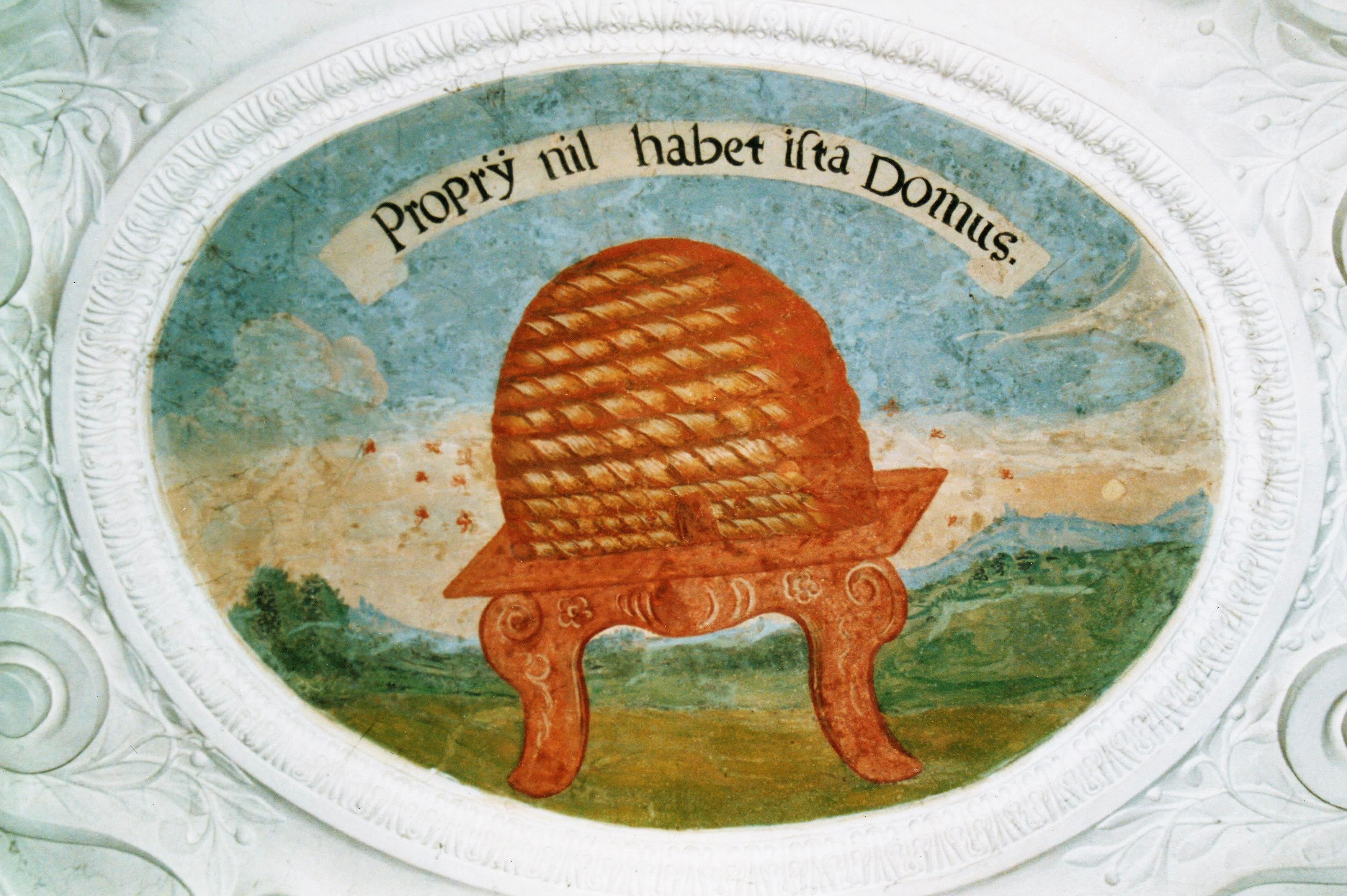
Propry nil habet ista Domus (Dieses Haus hat kein Privateigentum)
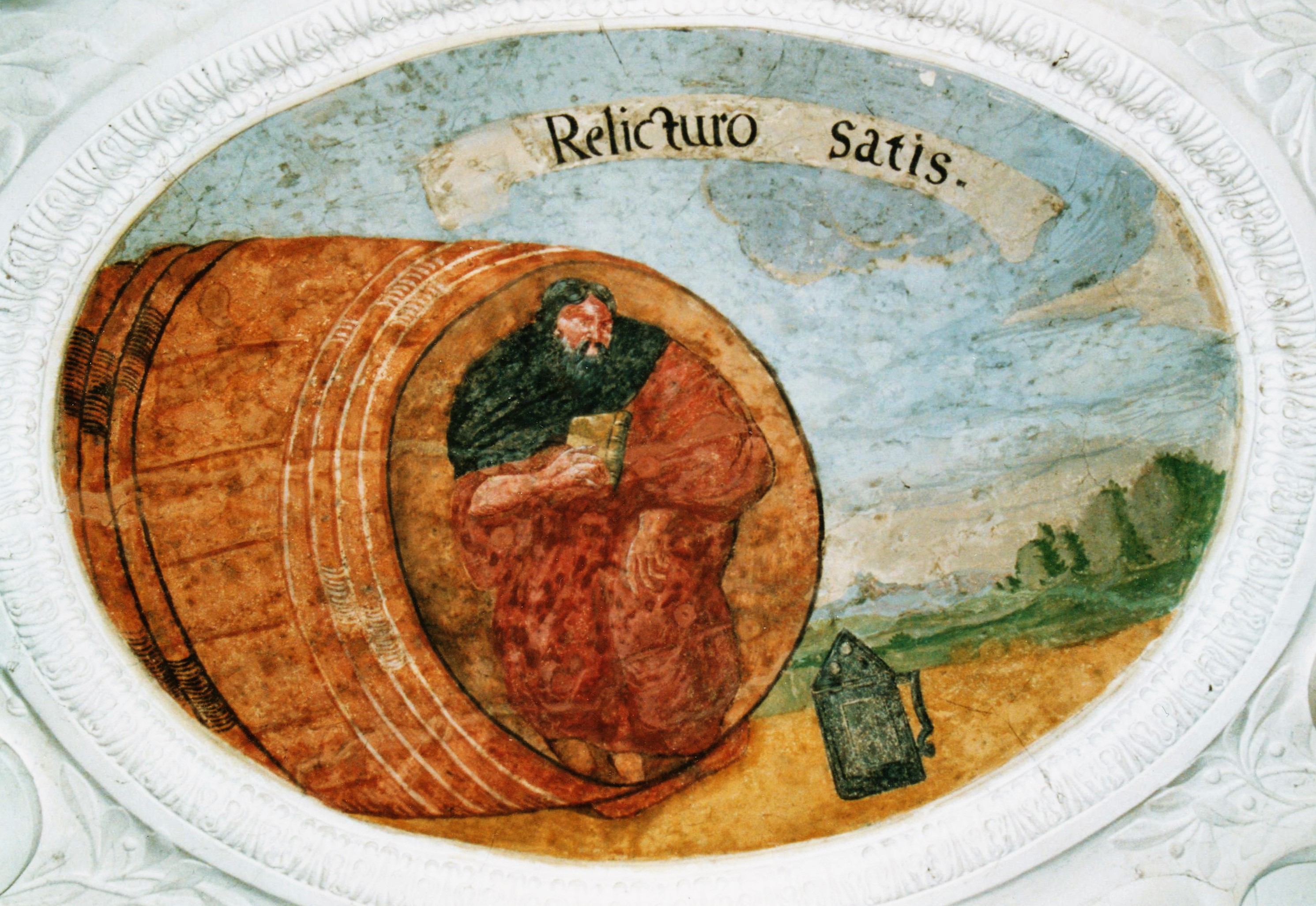
Relicturo satis (Dem, der alles zurücklässt, ist es genug)

- Se obtulit Vni (Sie hat sich dem Einen zugewandt)

Eine Sonnenblume in einem wohlgeordneten Barockgarten wendet sich der Sonne zu. Ebenso soll sich der Mensch von allem abwenden und zu Gott hinwenden. Man hatte geglaubt, dass die Europäische Sonnenwende eine besondere Beziehung zu Gott habe, weil sich ihre weißen Blüten immer der Sonne zukehren. Später wurde diese Eigenschaft fälschlicherweise auf die Sonnenblume übertragen, die anstelle der Sonnenwende im Emblem abgebildet wurde.
- Pereant, ne peream (Sie mögen zugrunde gehen, damit ich nicht zugrunde gehe)

Auf einem in Seenot geratenen Schiff werfen die Seeleute die Fracht über Bord. Auch der Mensch kann sich nur retten, wenn er sich von allem irdischen Besitz löst. Picinelli zitiert dazu aus einer Bußpredigt des heiligen Basilius: Solange es noch Zeit ist, bevor es zum vollständigen Schiffbruch kommt, soll man die schwereren Lasten beiseite stellen und, bevor das Schiff versinkt, die Waren hinauswerfen, nach denen man unbillig strebte.
- Non quae super terram (Nicht, was auf der Erde ist) (Kol 3,2)

Das eigenartige Wesen soll einen Paradiesvogel darstellen und den Menschen ermahnen sein Streben auf das Himmlische auszurichten. Man glaubte, dass sich der Paradiesvogel immer hoch in der Luft aufhalten würde, und da er keine Füße hätte, würde er die Erde kaum berühren und sich nur vom Morgentau ernähren. Der Text stammt aus dem Paulusbrief an die Kolosser, in dem es heißt: Richtet euren Sinn auf das Himmlische und nicht auf das Irdische!

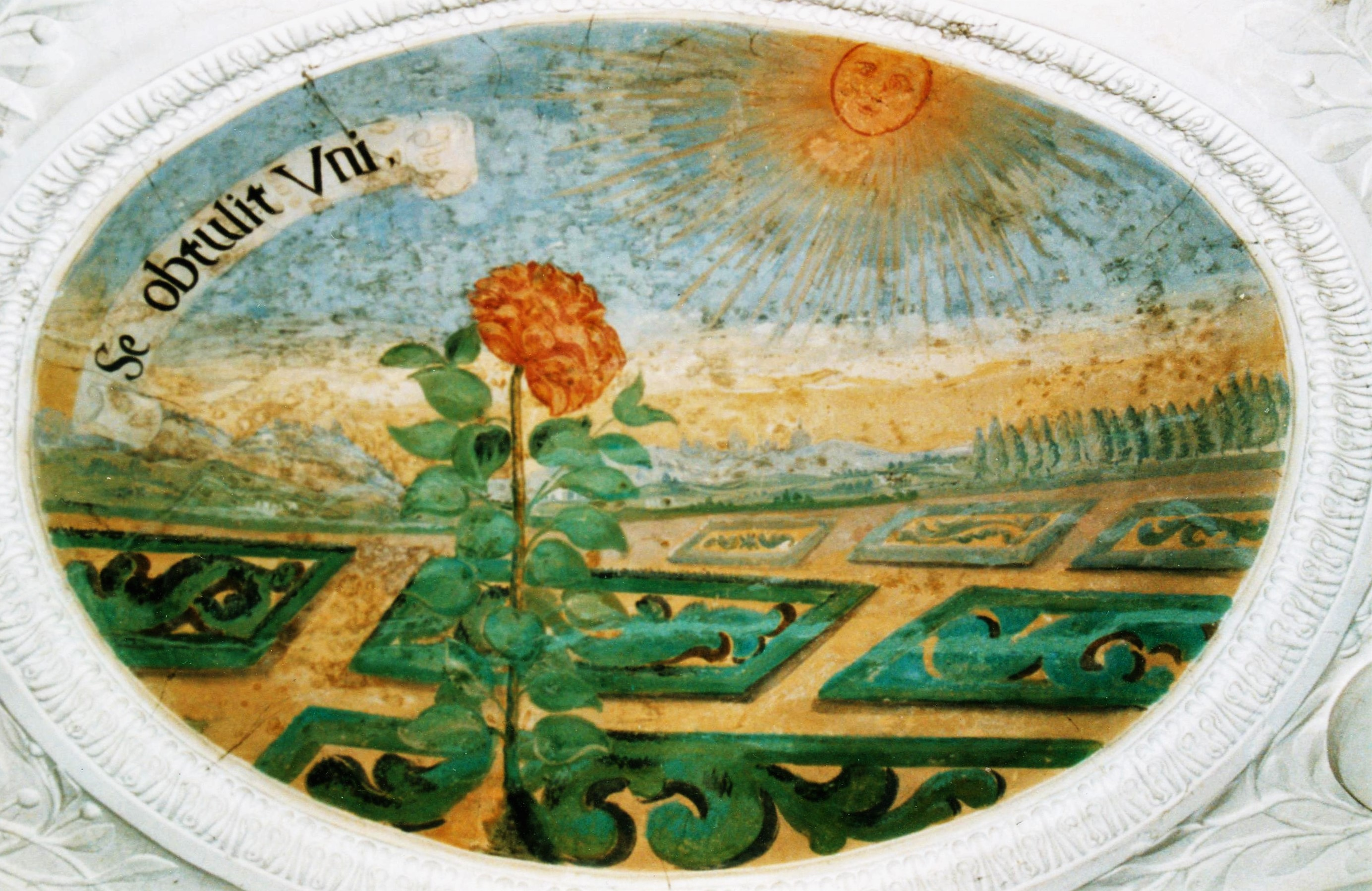
Se obtulit Vni (Sie hat sich dem Einen zugewandt)
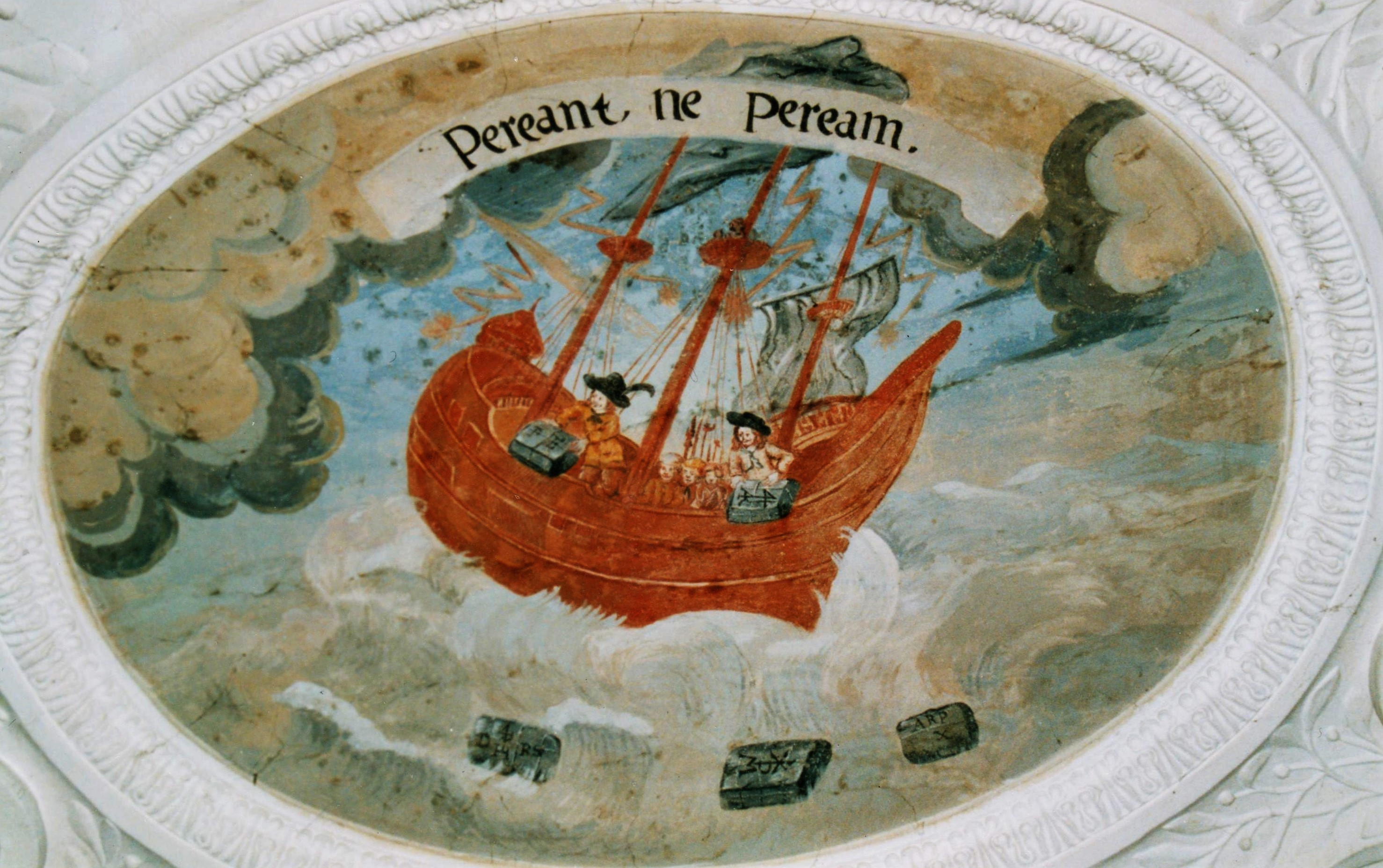
Pereant, ne peream (Sie mögen zugrunde gehen, damit ich nicht zugrunde gehe)
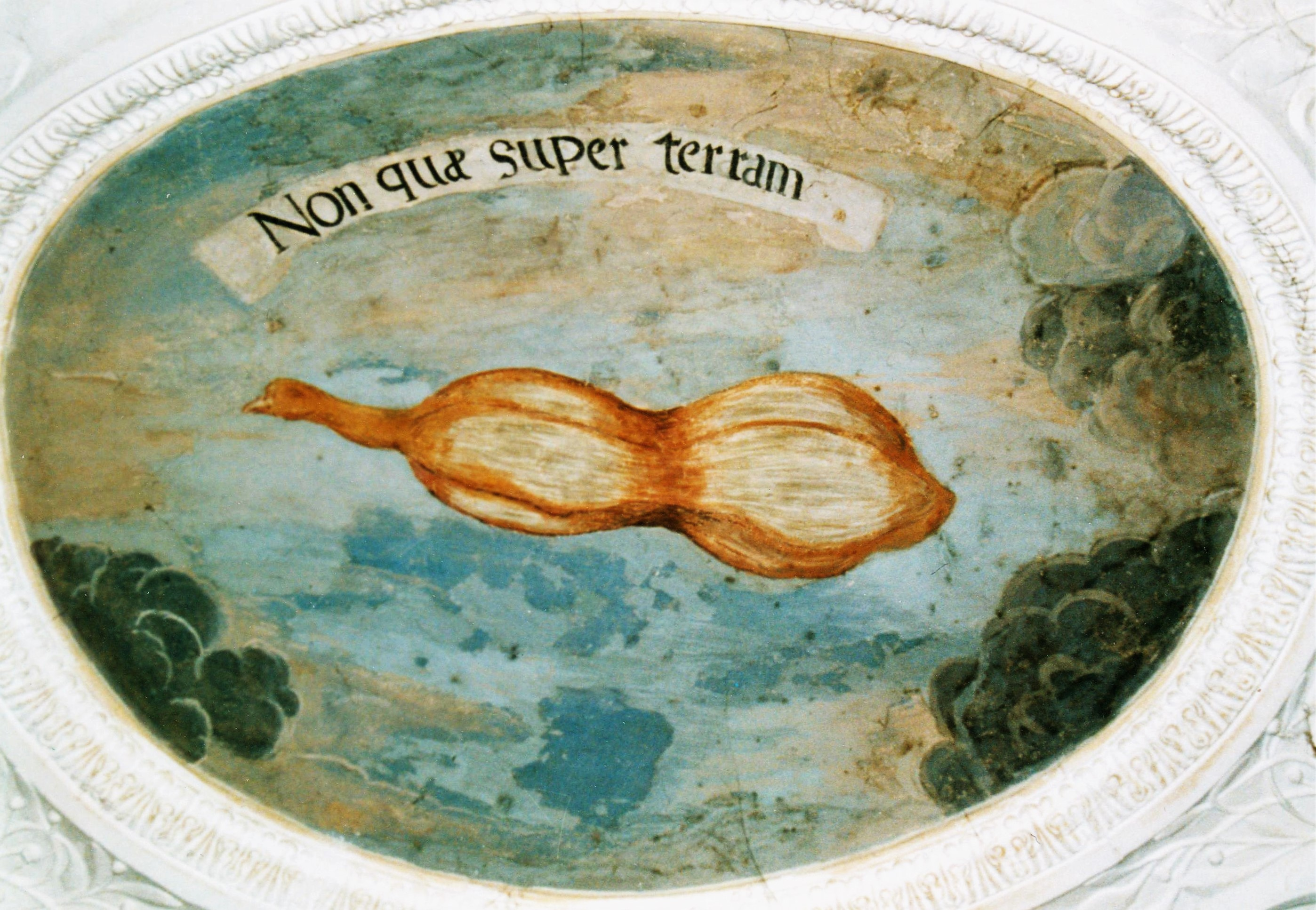
Non quae super terram (Nicht, was auf der Erde ist)

### Östlicher Kreuzgangflügel
Im letzten Flügel wird die Tugend des Gehorsams (oboedientia) thematisiert.
- Obedientia prae Victima (Gehorsam ist besser als Opfer) (1 Sam 15,22)

Das Bild zeigt König Saul und Samuel vor einem Brandopferaltar. Thema der Darstellung ist eine Geschichte aus dem Alten Testament, in der König Saul wegen seines Ungehorsams gegenüber Jahwe bestraft wird. Er sollte auf einem Kriegszug alle Feinde töten, aber Saul verschonte einen Teil von ihnen. Obwohl Saul dann ein Brandopfer darbringen wollte, wurde er von Jahwe verworfen, weil er ungehorsam war.
- Ad utrumque paratus (Zu beidem bereit) (Aeneis II, 61)

Ein Stier steht zwischen einem Pflug und einem Opferaltar, auf dem ein Feuer brennt. Die Gehorsamsverpflichtung erfordert sowohl die Bereitschaft zum Tun als auch zum Erleiden, zum Tätigsein im Leben, aber auch zum Sterben.

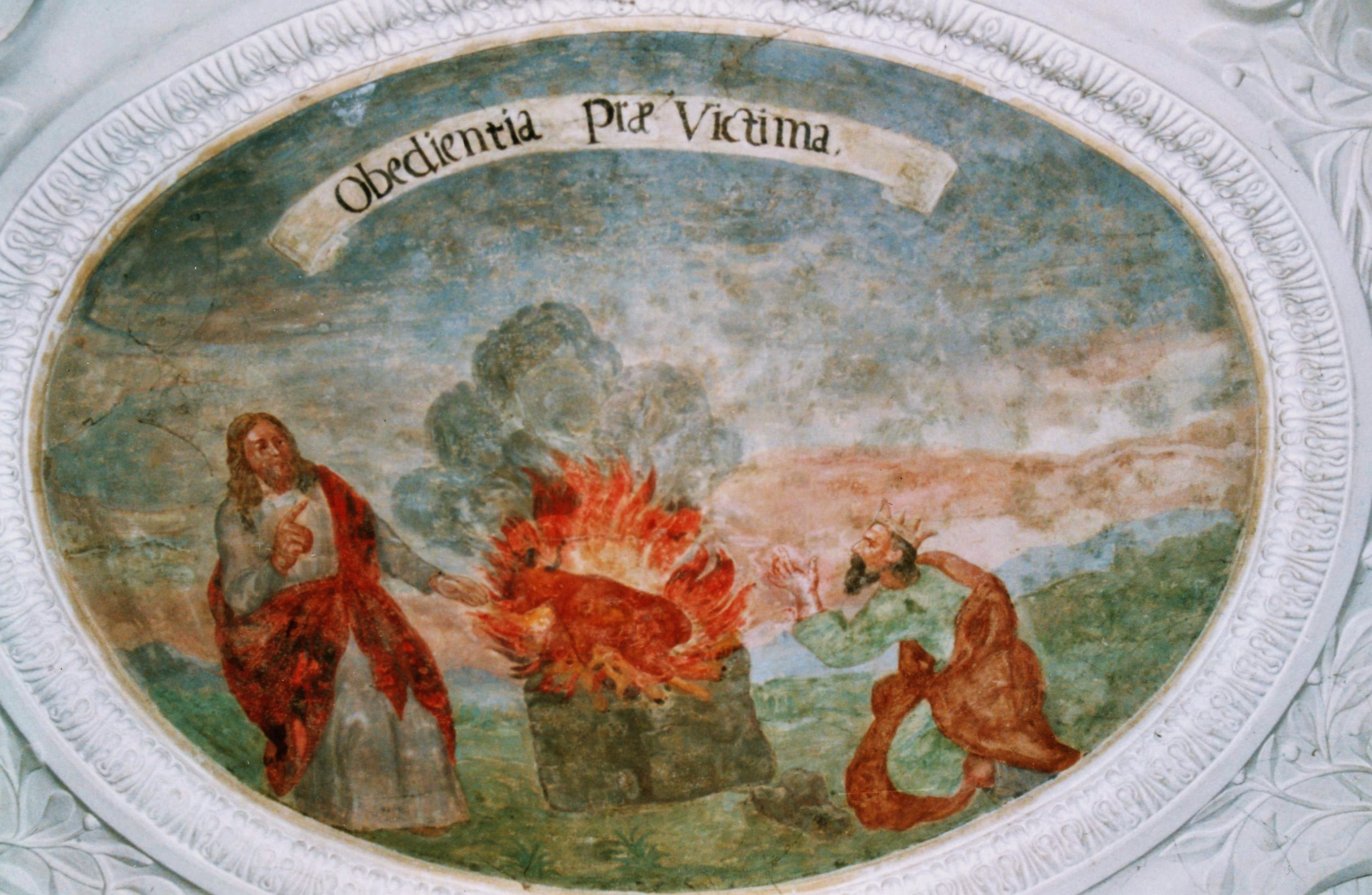
Obedientia prae Victima (Gehorsam ist besser als Opfer)
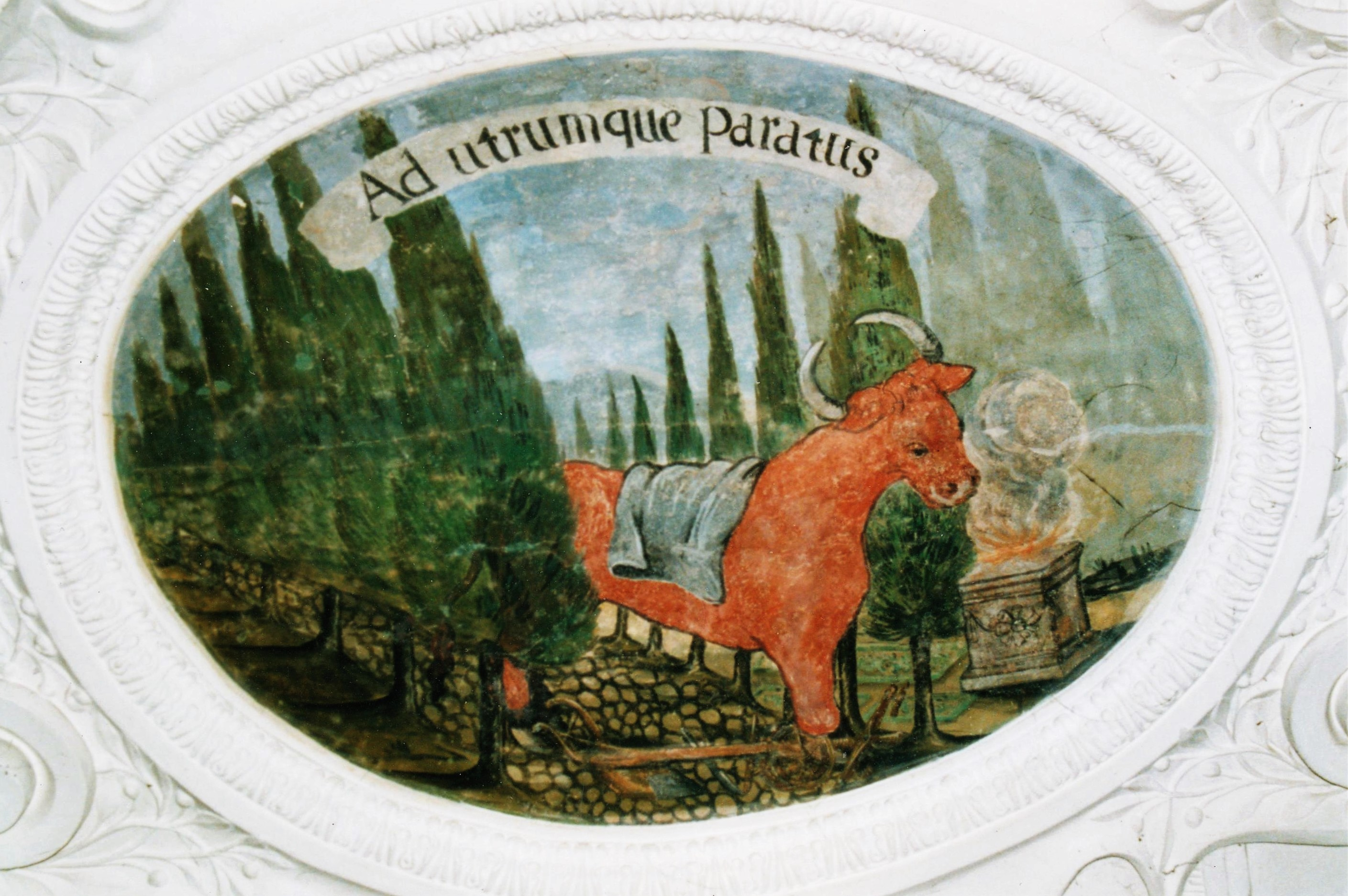
Ad utrumque paratus (Zu beidem bereit)

- Non transgreditur (Sie wird ihn nicht überschreiten)

Die Sonne steht im Tierkreis zwischen Waage und Fisch. Wie die Sonne den Tierkreis nicht überschreitet, soll sich der gehorsame Mensch in das Gottgegebene fügen und die von Gott gesetzten Grenzen akzeptieren.
- OMNIA NVTV (Alles nach dem Willen Gottes) (Cicero, Cat. III, 21)

Die Szene zeigt die Opferung Isaaks durch Abraham, der seinen absoluten Gehorsam bewies, indem er bereit war, auf Geheiß Gottes seinen eigenen Sohn zu töten. Der Text ist Ciceros dritter Rede gegen Catilina entnommen, in der es heißt, „dass dies alles, was wir sehen, und vornehmlich diese Stadt durch das Walten und die Macht der unsterblichen Götter geleitet werde.“

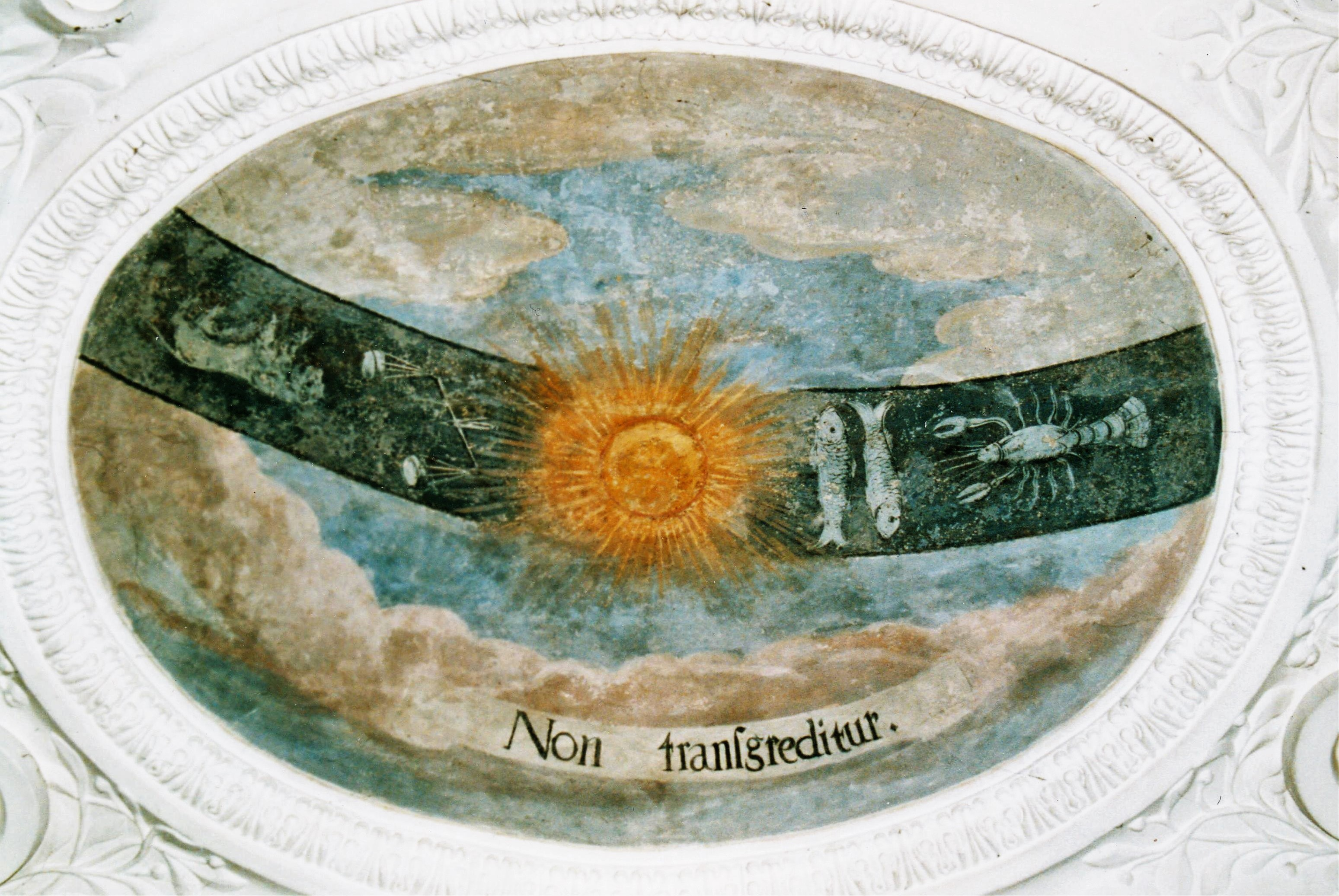
Non transgreditur (Sie wird ihn nicht überschreiten)
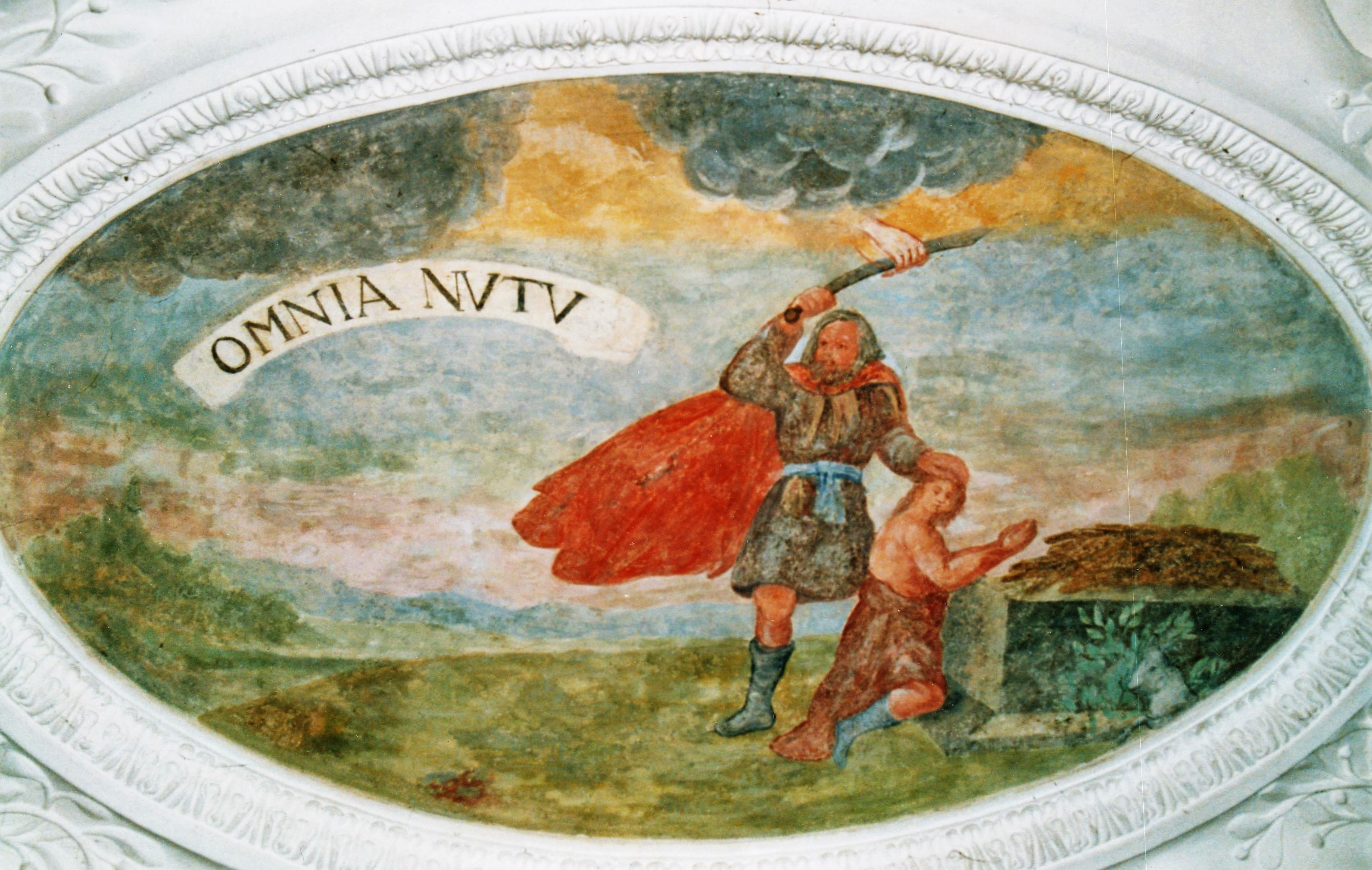
OMNIA NVTV (Alles nach dem Willen Gottes)

### Aufgang vom Kreuzgang zum Konventstrakt

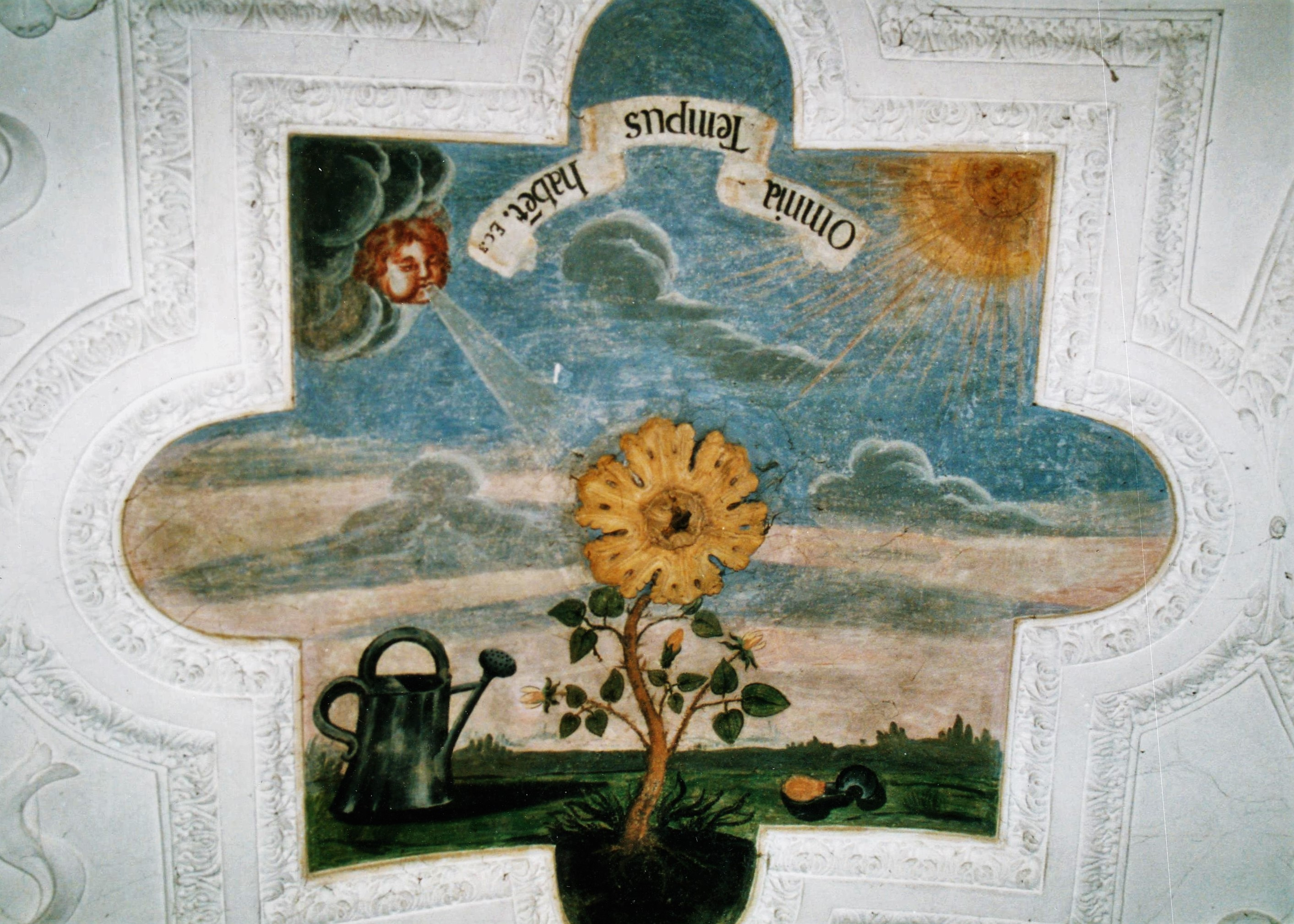
Omnia tempus habent (Alles hat seine Stunde)

Das letzte Sinnbild befindet sich zwischen Kapitelsaal und Refektorium. Während alle anderen Embleme eine elliptische Form haben, finden wir hier ein Quadrat vor, das in der Mitte jeder der vier Seiten eine bogenförmige Ausbuchtung hat. Dies ist die zweite Inschrift, die auf dem Kopf steht, so dass man aus einer Richtung kommend das Bild betrachten und von der entgegengesetzten Richtung her den Text lesen kann.
- Omnia tempus habent (Alles hat seine Stunde) (Koh 3,1)

In der Mitte des Bildes ist ein blühender Rosenstock dargestellt. Auf der linken Seite sind Wolken zu sehen und es bläst ein kräftiger Wind. Am Boden steht eine Gießkanne. Auf der anderen Seite scheint die Sonne und am Boden liegt eine Sichel. Das Emblem zeigt Gegensätze auf. Es möchte dem Betrachter vermitteln, dass ein gelungenes menschliches Leben von der Erfahrung der Freude und des Leids, des Gedeihens und auch der Askese geprägt sein muss. Die Platzierung des Bildes vor dem Refektorium verweist auch auf das Zusammenspiel und das richtige Verhältnis von Reden und Schweigen.